# Schweizer Münzgeschichte
Die Schweizer Münzgeschichte umfasst die Entwicklung und den Gebrauch von Münzen in der Geschichte der Schweiz. Sie ist ein Teilgebiet der Schweizer Geldgeschichte. Die Geschichte des Schweizer Frankens seit 1850 ist auch ein Teilgebiet der Schweizer Münzgeschichte.

## Antike und frühmittelalterliche Münzen aus dem Gebiet der Schweiz

### Keltische Münzen
Keltische Gold- und Silbermünzen fanden seit dem 3. vorchristlichen Jahrhundert Verwendung, wobei sie zunächst eher Tausch- als Geldfunktion innegehabt haben dürften. Dazu gehörten Imitationen von Goldstateren nach dem Vorbild Philipps II. von Makedonien und ostgallische Statere aus Gold oder Elektron mit schüsselförmigen Schrötlingen, die auf dem Avers einen stilisierten Lockenkopf und auf dem Revers eine stilisierte Biga oder ein einzelnes galoppierendes Pferd zeigen. Spätere Statere aus dem Stammesgebiet der Sequani zeigen unter der Biga auch ein vierspeichiges Rad und weitere unvollständige Räder am Rand der Münze als Beizeichen. Bei weiteren Goldstateren und ihren Teilwerten geht man auf Grund von Fundortkonzentrationen in bestimmten Kantonen davon aus, dass sie rein helvetische Münzen sind, so zum Beispiel bei denen des «Freiburger Typus» und des «Horgener-Unterentfelder Typus».
Häufiger wurden Drachmen und Oboli aus Silber geprägt, die zumeist Köpfe auf den Aversen und steinbockähnliche Tiere oder Pferde auf den Reversen zeigen. Auch schriftlose oder mit wenigen Buchstaben versehene «Büschelquinare» aus der Nordschweiz finden sich häufig.
Bronzemünzen wurden wahrscheinlich in dieser Zeit nicht auf Schweizer Boden hergestellt, fanden gelegentlich aber dennoch durch Tausch ihren Weg in die Schweiz. Stattdessen wurden sogenannte Potinmünzen aus einer Legierung von Kupfer, Zinn und Blei gegossen. Sie zeigen stark stilisierte Köpfe auf der einen und ebenso stark stilisierte Tiere auf der anderen Seite.
Die früher an bestimmte keltische Stämme vorgenommene Zuschreibung von Münztypen wird heute von der Forschung zurückhaltender gesehen.

### Römische Münzen
Seit der Romanisierung der heutigen Schweiz in der Regierungszeit des Kaisers Augustus wurde das römische Geldsystem vorherrschend.
Auf dem Gebiet der heutigen Schweiz wurden, möglicherweise mit einer Ausnahme im Legionslager von Vindonissa, in dem 2004 ein Prägestempel gefunden wurde, keine regulären römischen Münzen geprägt. Die Versorgung mit römischem Geld wurde zunächst durch die Münzstätten Lugdunum (Lyon) und Rom und seit dem 3. Jahrhundert auch durch weitere Münzstätten gewährleistet. Auch die Münzen, deren Rückseitenmotive oder Beschriftung auf die römische Provinz Raetia Bezug nehmen, sind nicht auf Schweizer Boden geprägt worden. Bislang sind drei Münzstätten, darunter aus Augusta Raurica, aus römischer Zeit auf Schweizer Boden nachgewiesen, in denen irreguläre Münzen, vor allem subaerate Denare, geprägt wurden.

### Burgundische und merowingische Münzen
Die Monetarisierung im Frühmittelalter war sehr gering, weshalb nur wenige Münzen aus dieser Zeit erhalten sind.
Die Westschweiz gehörte zunächst zum Burgunderreich und seit dem 6. Jahrhundert, bis in das Jahr 639, zum Merowingerreich. Unter den burgundischen Königen wurden auch in Genf Münzen geprägt, weil Genf, neben Lyon, die zweite burgundische Residenz ihrer Könige war. Die Merowinger prägten hauptsächlich Drittelsolidi (also ein Drittel eines Solidus) oder Trienten. Von diesen Münzen sind bis heute kaum 200 Exemplare überliefert.

## Münzen der Schweiz vom Hochmittelalter bis 1798

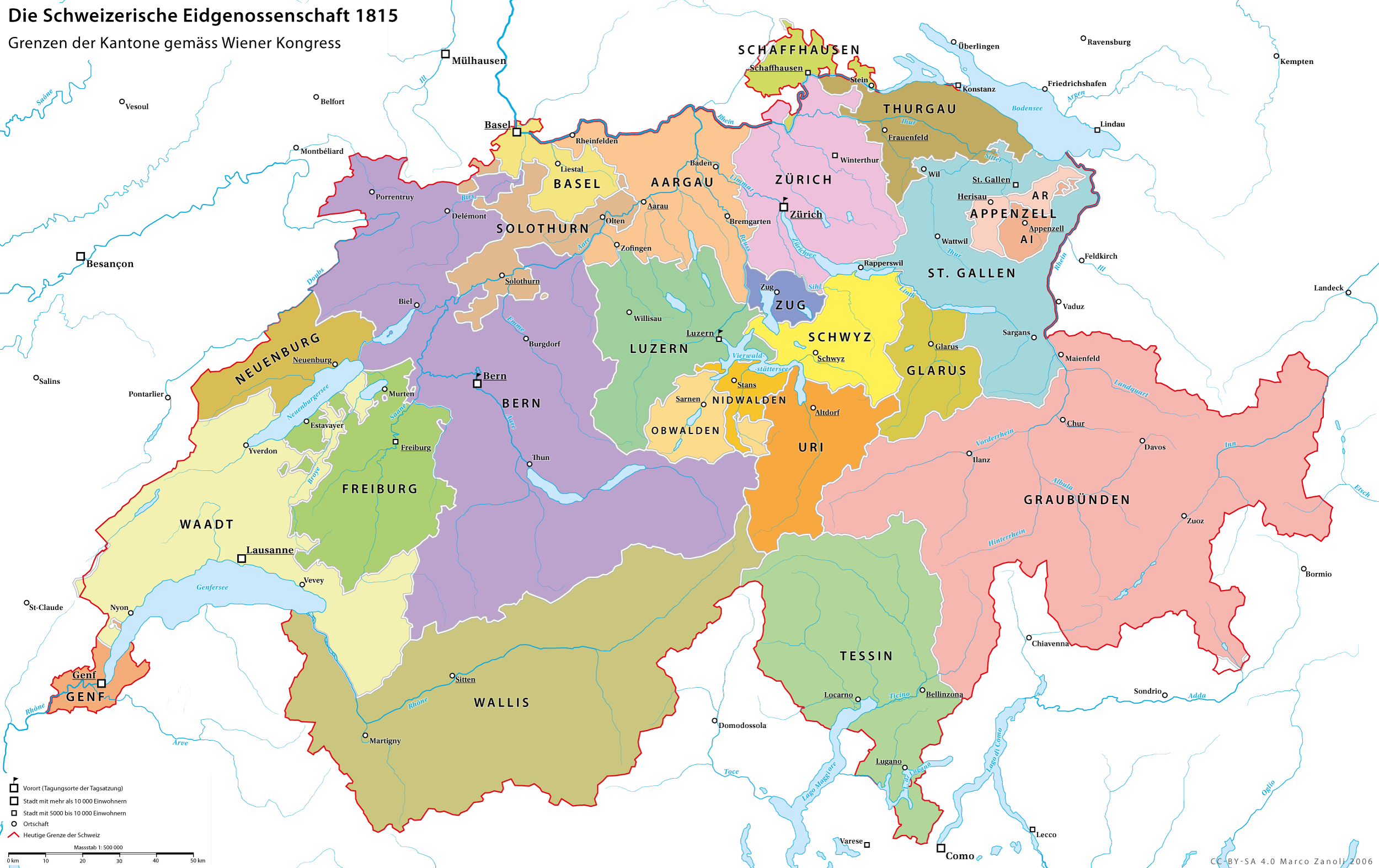
Die Schweiz während der Restauration 1814–1847

Im Hochmittelalter wurden in manchen Städten und Abteien kaiserliche, königliche, herzögliche und geistliche Münzen geprägt. Dabei wichen die Münzstände zunehmend vom ursprünglichen karolingischen Standard ab, so dass sie im Wert nicht mehr gleichzusetzen waren. Es begann die Zeit des regionalen Pfennigs. Es handelte sich um Brakteaten, Pfennige aus dünnem Silberblech, die einseitig geschlagen wurden. Ihre typische Erscheinungsform war vierzipfelig, da sie aus quadratischen Schrötlingsblechen geschlagen wurden und der runde Wulst um das Münzbild das Blech so verzog, dass die Ecken als kleine Zipfel erschienen. Solche Münzen wurden nicht nur bei den Eidgenossen, sondern auch sonst im alemannischen Raum (ausser der Schweiz auch im Elsass und im Schwarzwald) geprägt.
Um den Handel zu vereinfachen, wurde zwischen Zürich und Basel im Jahr 1377 der Rappenmünzbund geschlossen, um wieder eine Gleichsetzbarkeit herzustellen. Bis in das 18. Jahrhundert hinein glichen die Schweizer Münzverhältnisse im Grossen und Ganzen den deutschen. Dass sich Unterschiede mit der Zeit vertieften, wird auch darauf zurückgeführt, dass die Eidgenossen nicht mehr zu den Probiertagen eingeladen wurden, wodurch sie über die neuen Münzverordnungen im Reich nicht hinreichend orientiert waren und ihre Münzen als minderwertig verrufen wurden.
Der Taler war die Hauptmünze, die Kleinmünzensysteme aber regional sehr verschieden. Nach einer kurzen Zeit der Zentralisierung des Münzwesens während der Helvetischen Republik (siehe unten) erhielten die Kantone, nicht aber andere frühere Münzstände, das Prägerecht bis zur erneuten Zentralisierung ab dem Jahr 1848 zurück.

### Aargau
In den Städten Laufenburg und Zofingen wurden bereits seit dem Spätmittelalter gelegentlich Silbermünzen geprägt. Das Münzrecht lag zunächst nicht bei der Stadt, sondern bei der Laufenburger Linie der Habsburger, die das Münzrecht aber mehrfach an die Stadt verpfändeten, bis es nach dem Aussterben der Laufenburger Linie 1408 endgültig an die Stadt überging. 1623 endete die Laufenburger Münzgeschichte. Die Goldmünzen der Abtei Muri waren dagegen reine Repräsentationsgepräge ohne Umlauffunktion. Im Jahr 1803 trat der Kanton Aargau der Eidgenossenschaft bei und begann wenige Jahre später mit der regelmässigen Ausprägung von Silber- und Billonmünzen (Batzen und Halbbatzen, 10- und 20-Batzen-Stücke). Nur im Jahr 1816 wurden auch Kupferpfennige geprägt.

### Appenzell
Die beiden Halbkantone Appenzell Innerrhoden und Appenzell Ausserrhoden, prägten beide getrennt und jeweils nur in kurzer Zeit Münzen. Innerrhoden prägte zwischen 1737 und 1744 eine grosse Bandbreite von Nominalen, nämlich Dukaten, 9-Batzen-Münzen, 20-, 15- und 6-Kreuzer-Stücke; Batzen (also 4-Kreuzer-Münzen), Groschen (3 Kreuzer), Halbbatzen, Kreuzer, Bluzger, Halbkreuzer, 2 Pfennige, Pfennige und Heller. Ausserrhoden prägte nur zu Beginn des 19. Jahrhunderts (1808 bis 1816) im Franken- und Batzensystem mit Kreuzern und Pfennigen als Kleinmünzen.

### Basel

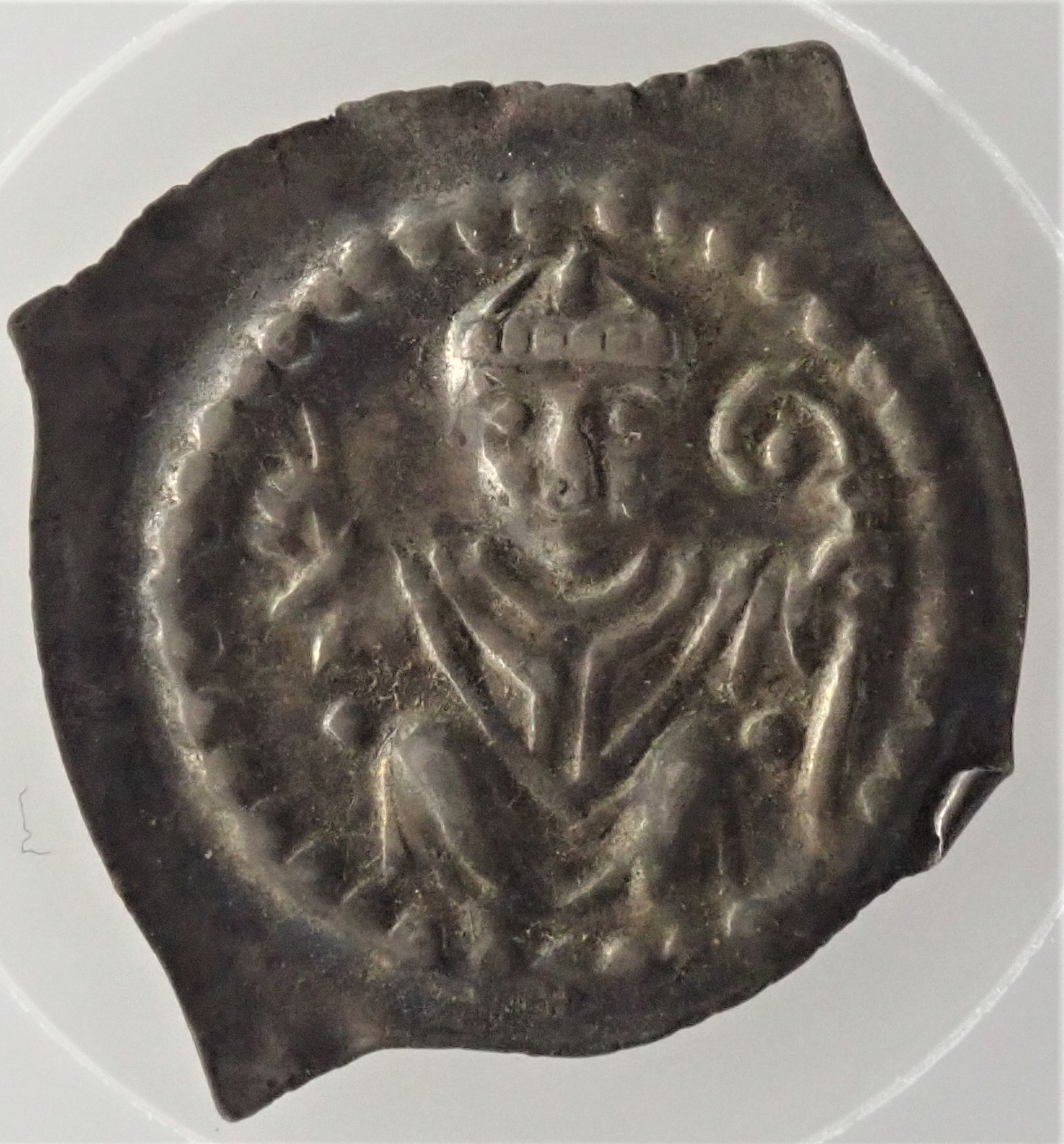
Vierzipfeliger Pfennig aus Bistum Basel, sitzender Bischof, 13. Jh. HMZ-Nr. 1.223
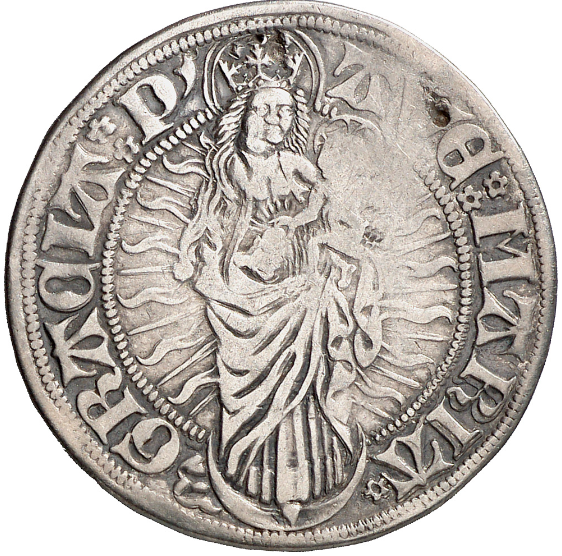
Dicken der Stadt Basel von 1499 mit der Mondsichelmadonna.

Die Karolinger liessen im 9. Jahrhundert, die burgundischen Könige wieder im 10. Jahrhundert in Basel Denare und Oboli aus Silber prägen. Ab der Jahrtausendwende haben auch mindestens siebzehn Bischöfe für das Bistum Basel die gleichen Nominale herstellen lassen. Ab etwa dem 12. Jahrhundert wurden die Pfennige auch einseitig und nicht immer rund, sondern auch «vierzipfelig» geschlagen. Städtische Prägungen von Pfennigen oder Stäblern (auch Steblern) setzten nach dem Jahr 1373 ein und sind an einem Baslerstab zwischen den Buchstaben B – A zu erkennen. Seit dem 15. Jahrhundert wurden auch Gulden durch die Reichsmünzstätte und durch die Stadt Basel, Dicken, Groschen, Plapparte, Doppelvierer (also 8 Pfennige), Vierer, Rappen und Stebler aus Silber geprägt. Basel stellte auch die ersten Goldmünzen auf Schweizer Boden her. Seit Mitte des 16. Jahrhunderts wurden auch Taler und Guldentaler und ihre Halbstücke, 10-Kreuzer-Münzen und Batzen hergestellt. Der Gluckhennentaler ist ein Schautaler der Stadt Basel. Noch Ende des 18. Jahrhunderts, also weit mehr als 100 Jahre nach dem Ausscheiden aus dem Reichsverband, wurde der doppelköpfige Reichsadler auf 24-Kreuzer-Münzen des Bistums Basel geprägt.

### Bern

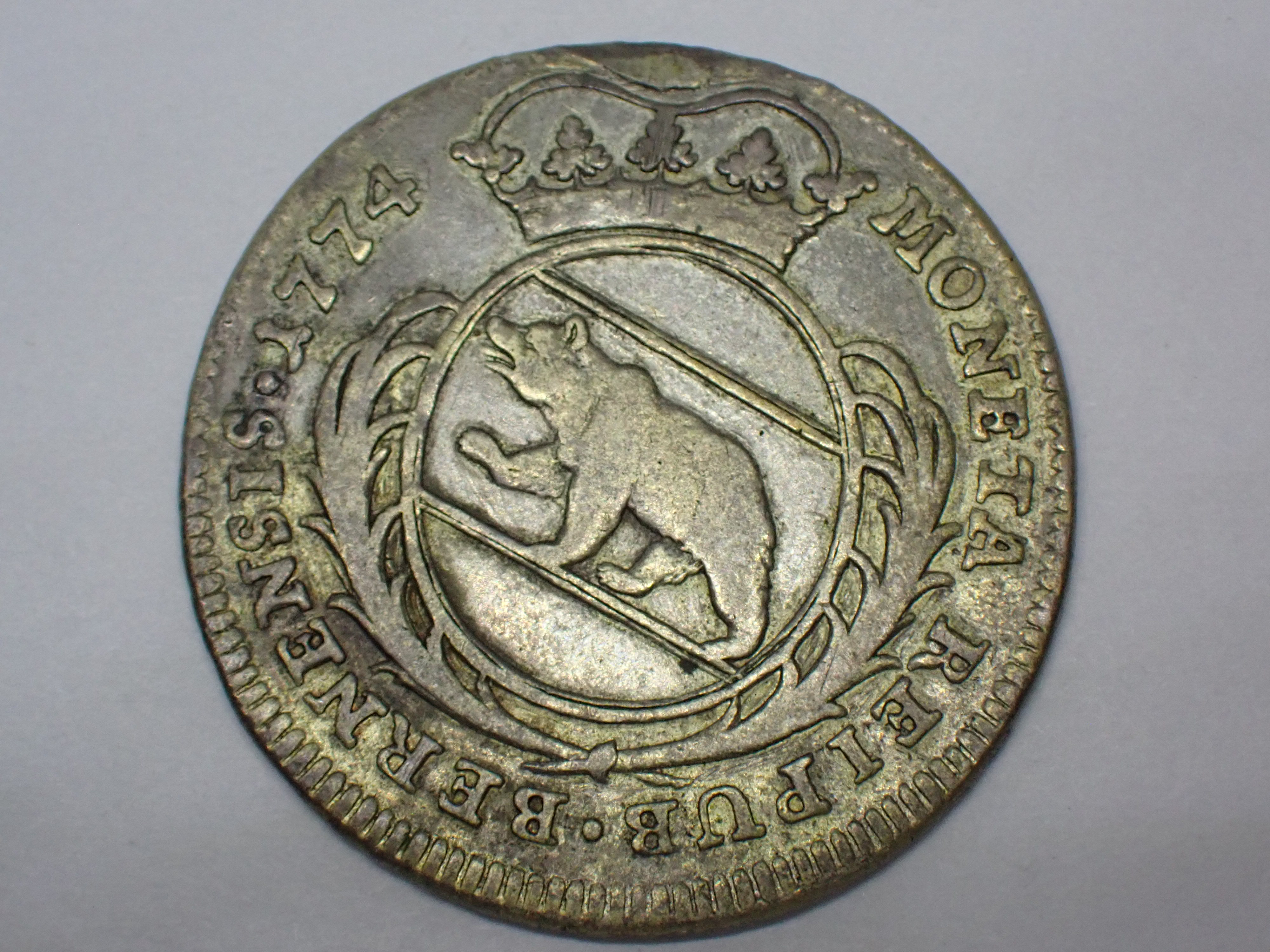
Berner Vierteltaler 1774 mit Berner Bär
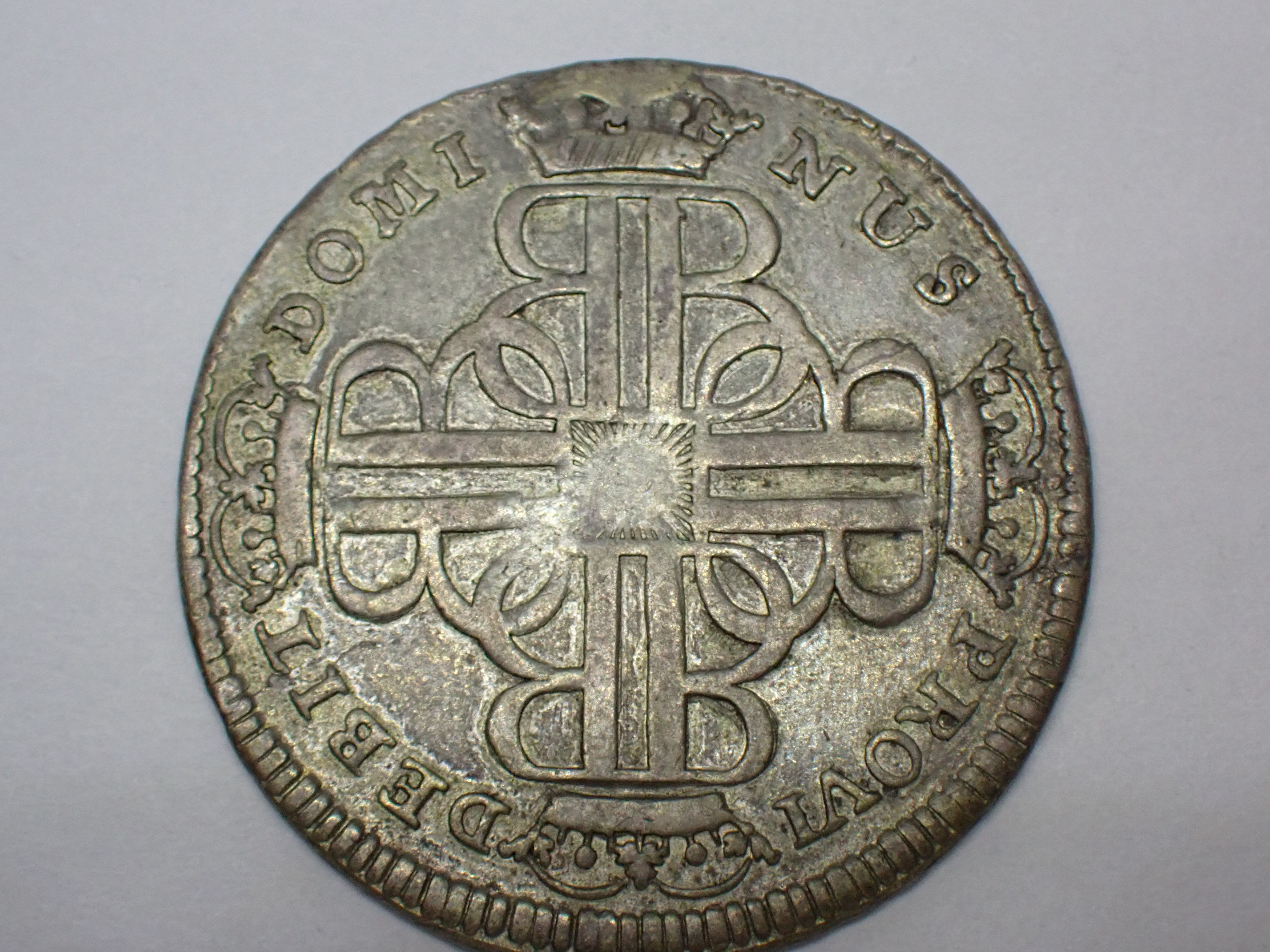
Berner Vierteltaler von 1774 Revers
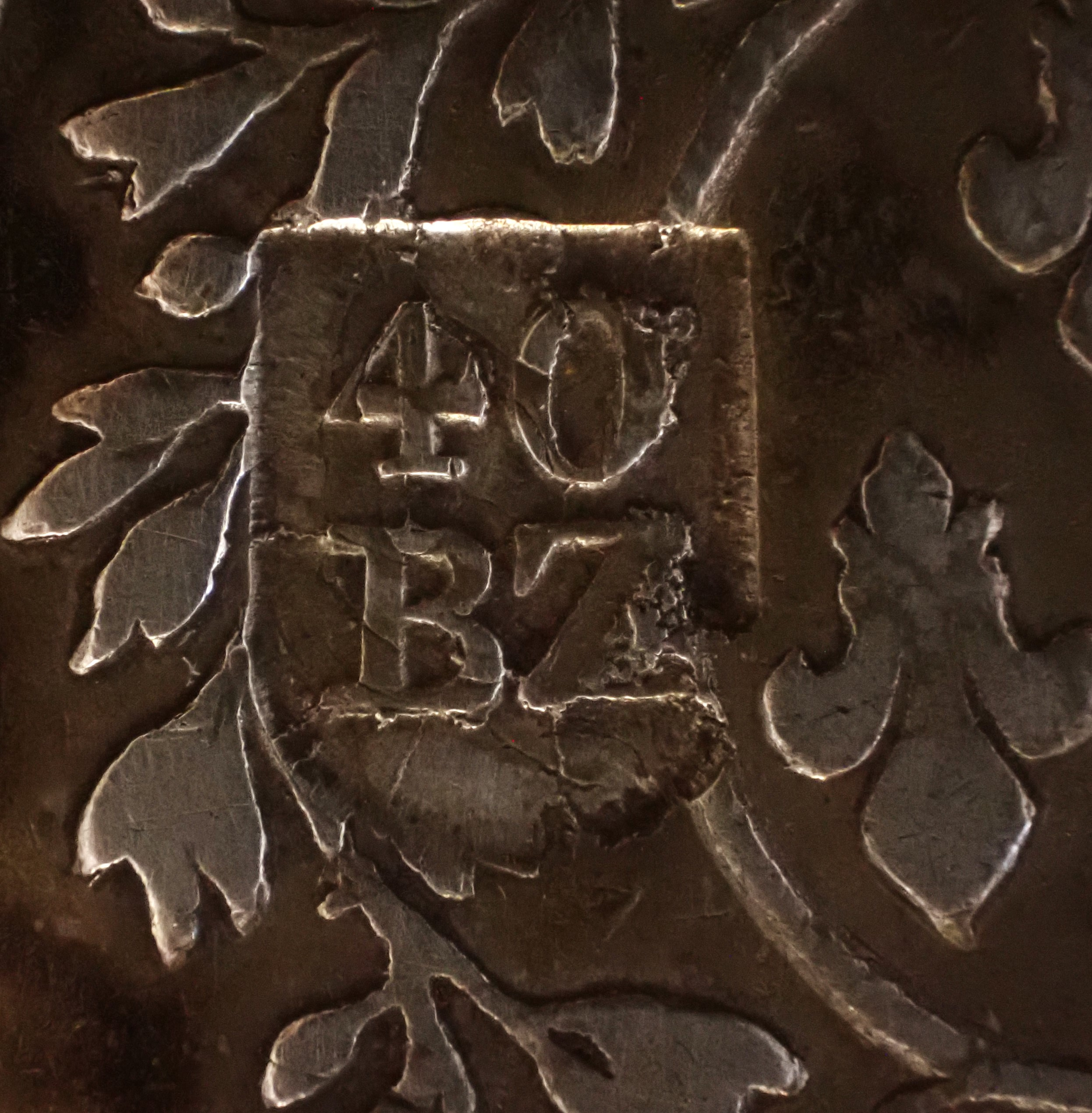
Gegenstempel für 40 Batzen auf Laubtaler

Um das Jahr 1225 herum begann auch die Stadt Bern die sogenannten Bernerpfennige aus Silber zu prägen, die wie ihre Halbstücke vierzipfelig gestaltet waren. Das typische Motiv dieser und der späteren grösseren Silbermünzen ist der Bär. Sie sollten auch den Handel mit Savoyen und den westlichen Nachbarn ermöglichen. Später wurden auch Plapparte geprägt, von denen 24 Stück einem rheinischen Gulden entsprachen. Ab 1482 folgten die ersten Dicken. Im 15. Jahrhundert begann Bern mit der Herstellung von Goldkronen und Gulden (aus Gold) sowie Dicken, Batzen, Plapparten, Angstern und Hallern aus Silber. Mit der Münzreform von 1492 wurde der Berner Taler, ein Guldiner aus Silber, die Hauptmünze. Der Taler entsprach 40 Batzen, der Vierteltaler somit 10 Batzen. Die alten Plapparte wurden durch neue ersetzt, die zwei alte Plapparte wert waren und für die sich der Begriff Batzen durchsetzte. Der Fünfer (5 Pfennige) wurde im 16. Jahrhundert durch den Kreuzer ersetzt. Im 16. Jahrhundert wurden dann auch Taler und Guldiner aus Silber geschlagen. Die Abwertung der Berner Kupferbatzen am 2. Dezember 1652 um die Hälfte, verbunden mit einer sehr kurzen Umtauschfrist, führte zu erheblichen Vermögenseinbußen von großen Teilen der Bevölkerung und war wesentlich mitverantwortlich für den Ausbruch des Schweizer Bauernkriegs. Auf Grund einer Entscheidung der Berner Behörden im Jahr 1816 wurden 660'000 französische Laubtaler (Ecus) aus den Jahren 1726 bis 1793 auf beiden Seiten gegengestempelt (Avers: schraffierter Schild mit Berner Bären, Revers; wappenschildförmig mit Wertangabe 40 BZ) und so für den offiziellen Zahlungsverkehr des Kantons Bern mit dem Wert von 40 Batzen zugelassen. Die Berner Münzprägung war sehr umfangreich und deshalb von grossem Einfluss auf die Entwicklung der Schweizer Münzgeschichte. Die Prägungen der Stadt Bern endeten im Jahr 1797. Ab 1808 wurden dann die ersten Münzen des Kantons Bern geprägt.

### Freiburg
Freiburg verwendete bis in das 15. Jahrhundert Münzen aus dem Bistum Lausanne. 1422 erhielt Freiburg das Münzrecht und nutzte es ab 1435. Es wurden Dicken, Groschen, Schillinge und Pfennige, ab dem 16. Jahrhundert auch Goldmünzen geprägt. Ende des 18. Jahrhunderts prägte Freiburg, noch vor der Helvetik, Münzen nach dem französischen Münzfuss in den Stückelungen 7, 14, 18 und 56 Kreuzer. In der Helvetik wurden in dem Kanton, der in dieser Zeit Sarine et Broye heissen sollte, auch 42-Kreuzer-Stücke mit den Parolen LIBERTÉ und EGALITÉ geprägt, die schon 1801 wieder ausser Kurs gesetzt wurden. Nach der Helvetik und der Mediationsakte von 1803 prägte der Kanton Freiburg bis 1846 nach dem Batzen-/Rappensystem eigene Münzen und ab dem Beitritt zum Münzkonkordat 1827 auch ausdrücklich als Konkordatsbatzen bezeichnete Münzen. Die Umschrift der Neutaler lautete nun SCHWEIZERISCHE EIDGENOSSENSCHAFT.

### Genf
Die Karolinger begannen schon um 755, Denare in Genf zu münzen. Seit dem 11. Jahrhundert nutzten die Bischöfe von Genf ihr Münzrecht und stellten Denare und Obole her. Die Stadt Genf produzierte erst seit dem Jahr 1535 Münzen, darunter auch Ecus aus Gold. Ein Florin galt 2 Gulden, der Gulden galt 12 Sol. Die Silber- und Kupfernominale im Wert von 12, 6 und 3 Sols orientierten sich an französischen Vorbildern. Die Legende auf dem Revers der 2-Florin-Münzen lautete deshalb POUR 24 SOLS. Erst ab dem 17. Jahrhundert traten Taler hinzu. Der Gros-Ecu, der Ende des 18. Jahrhunderts zu 12 Gulden und 9 Sol geprägt wurde, entsprach dem deutschen Taler.
Ende des 18. bis zum Beginn des 19. Jahrhunderts trugen sowohl Klein- als auch Hauptmünzen Umschriften, in der sich die calvinistische Haltung der Stadt Genf niederschlug. Das 5-Centimes-Stück trug um einen Bienenkorb die Umschrift TRAVAILLE ET ECONOMISE (arbeite und spare) und LES HEURES SONT DES TRESORS (Die Stunden sind Schatztruhen). Anders als bei den Münzen der Helvetischen Republik waren die Jahreszahlen nach dem Vorbild des revolutionären Frankreich auf die Zeitrechnung ab der Französischen Revolution umgestellt worden und mit der Aufschrift L’AN III DE L’EGALITE (Jahr Drei der Gleichheit) ergänzt worden. Die Umschriften weiterer Münzen mahnten, dass Müssiggang Diebstahl sei oder lobten bei den grossen Silbermünzen den Preis der Arbeit. Die 15-Sols-Münze von 1794 übernahm die französische Revolutionsmaxime von «Freiheit – Gleichheit – Brüderlichkeit» deutlich abgewandelt als EGALITE LIBERTE INDEPENDENCE (Gleichheit – Freiheit – Unabhängigkeit). Zu Beginn des 19. Jahrhunderts gehörte Genf zum französischen Währungsgebiet und prägte französische Münzen mit dem Münzzeichen «G» für Genf, nämlich Francs und Centimes im Dezimalsystem. Ab 1814 wurden Sols und Deniers geprägt, bis 1848 wieder das Dezimalsystem mit Francs und Centimes eingeführt wurde.

### Glarus
Glarus, das sich 1352 dem Bund der Eidgenossen angeschlossen hatte, aber erst 1415 unabhängig wurde, prägte seine ersten Münzen, nämlich Schillinge, erst 1617. Das höchste ausgeprägte Nominal war eine 15-Schilling-Münze, die 1807 geprägt wurde. Der Glarner Gulden galt 50 Schillinge zu je 3 Rappen.

### Graubünden

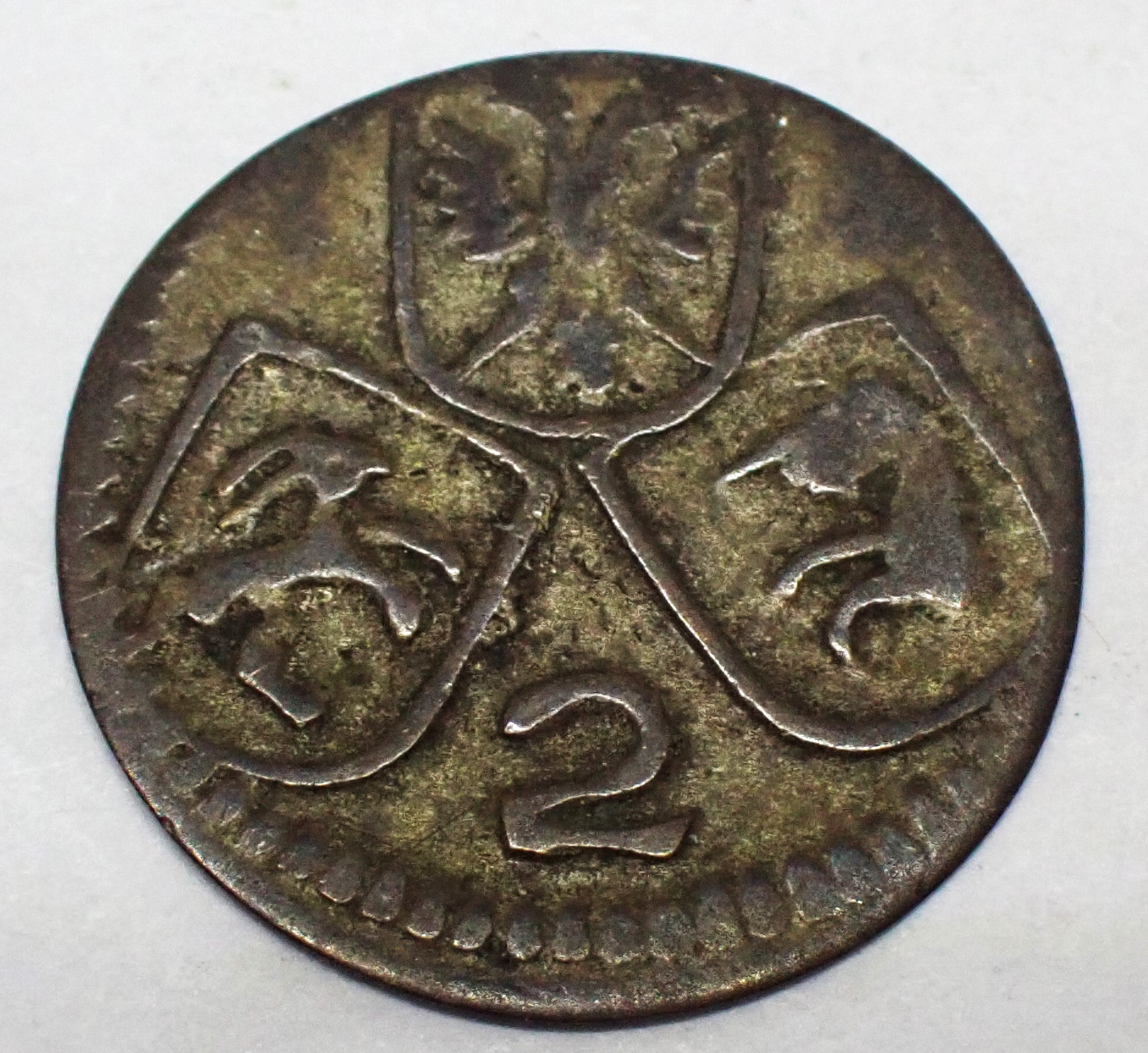
Einseitige 2-Pfennig-Münze, Bistum Chur, 17. Jahrhundert

Bischöfliche Münzen (Bistum Chur) wurden um die Jahrtausendwende erstmals hergestellt. Die Stadt Chur erhielt das Münzrecht, möglicherweise von Kaiser Friedrich II., zwischen 1440 und 1493. Bluzger waren Kleinmünzen aus Silber im Wert von einem 1/6-Batzen. Ein Bündner Gulden galt 70 Bluzger oder 40 bzw. 48 Kreuzer. Noch nach dem Beitritt als Kanton Graubünden wurden Batzen, auch als Halb- oder Sechstelbatzen, aus Billon geprägt. Rappen wurden nicht ausgeprägt. Die einzige Goldmünze des Kantons wurde 1813 als 16-Schweizer-Franken-Münze (Duplone) geprägt. Im weiteren Sinn zu den Graubündner Münzen gehören auch die Prägungen der Abtei Disentis vom 16. bis zum 18. Jahrhundert, die des Gotteshausbundes im 16. Jahrhundert (möglicherweise auch eine Groschenprägung im 17. Jahrhundert), der Herrschaft Haldenstein im 17. und 18. Jahrhundert, der Prägungen von Misox (ohne Jahreszahlen, aber vor allem im 16. Jahrhundert geprägt), der Herrschaft Reichenau in der ersten Hälfte des 18. Jahrhunderts und zweier Prägungen für Tarasp in den Jahren 1695 und 1696.

### Luzern

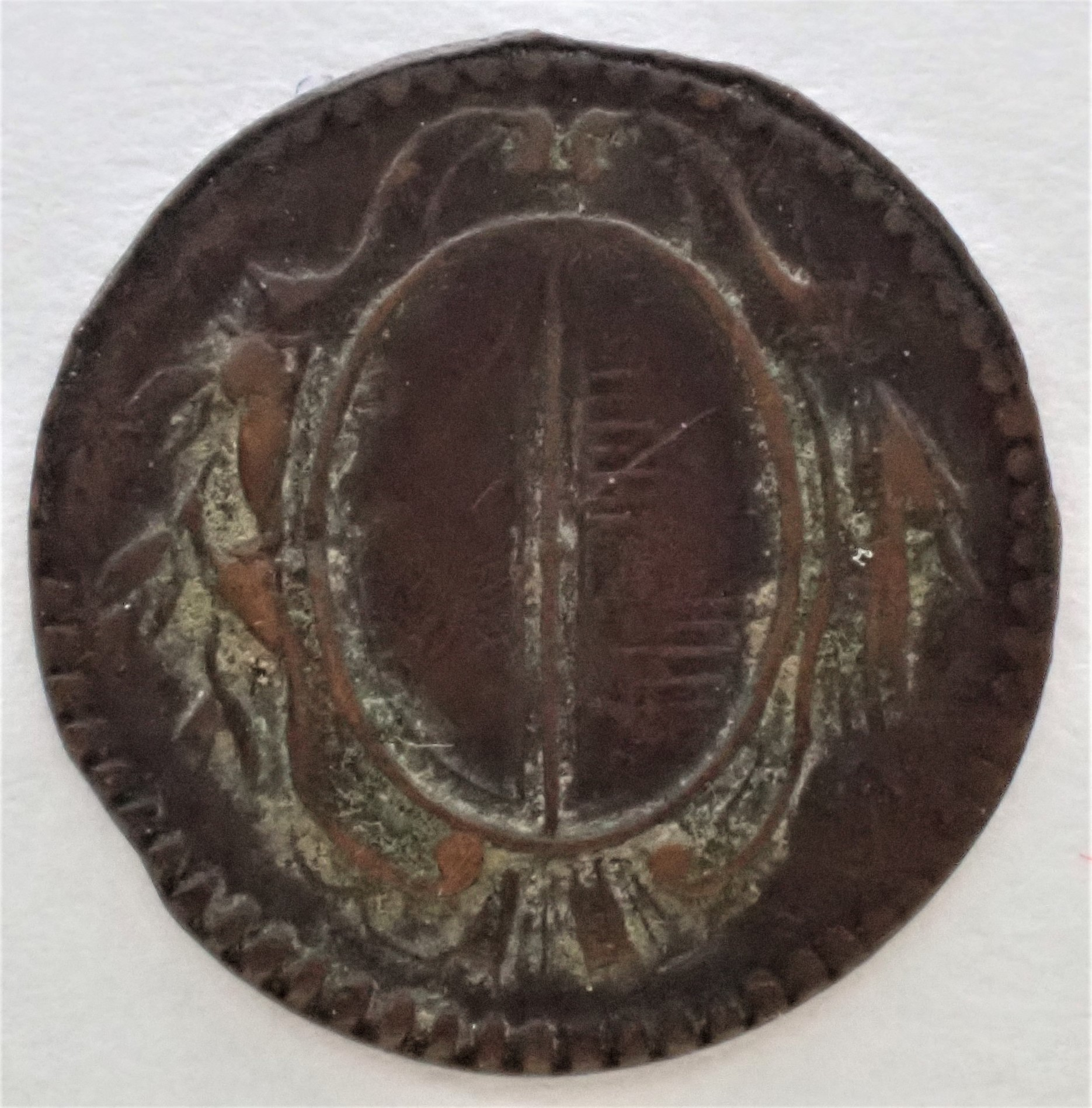
Luzerner Angster von 1790

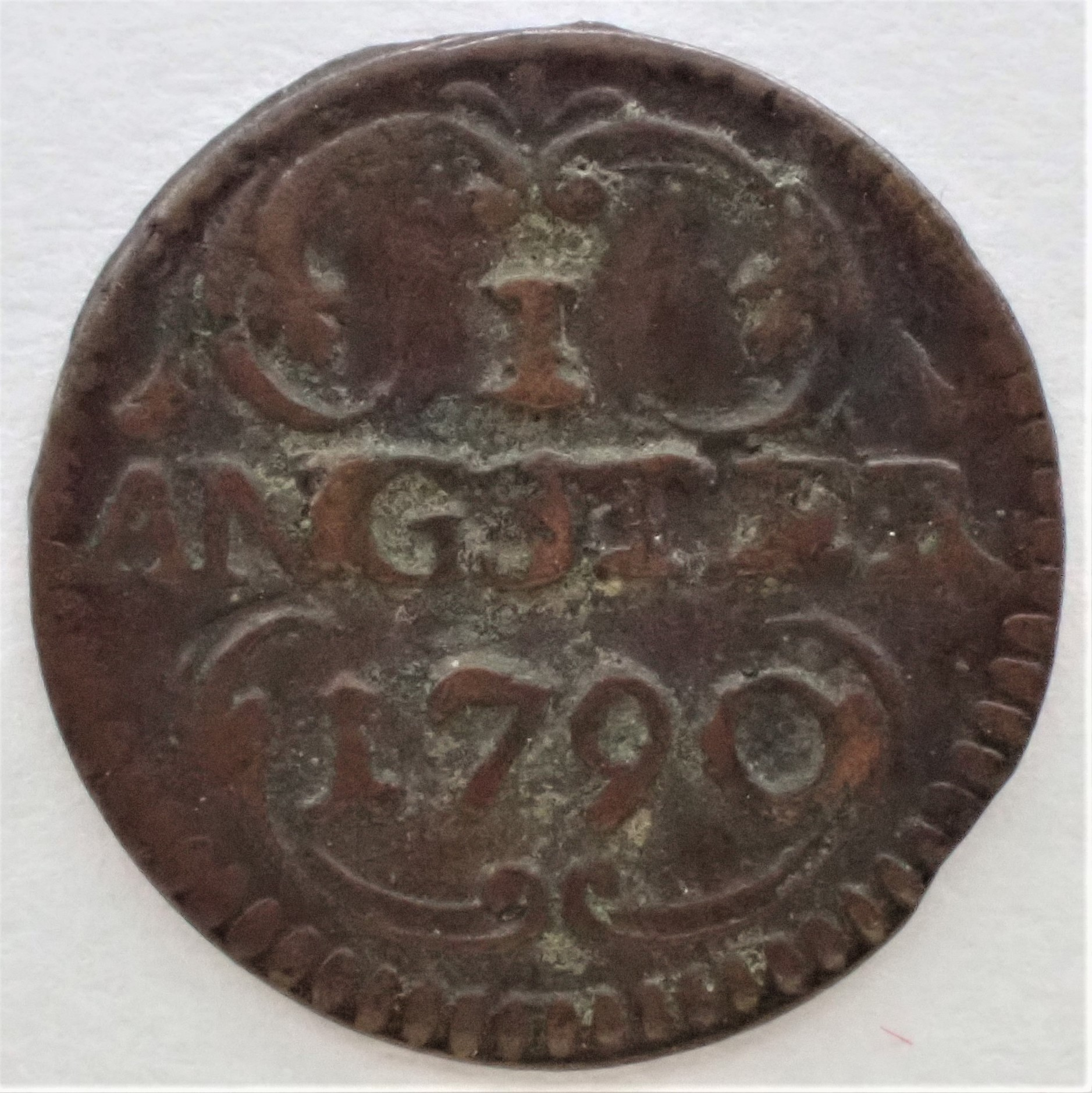
Luzerner Angster; Wertseite

Die Stadt Luzern erhielt das Münzrecht erst 1418 von Kaiser Sigismund und nutzte es ab 1422 zur Prägung eigener Münzen. Zuvor waren Münzen der umliegenden Münzstätten umgelaufen, insbesondere aus Zürich und Zofingen. Im 15. Jahrhundert wurden Angster, Haller, Plapparte (Batzen) und Schillinge geprägt. Später folgten Dicken und Kreuzer. Der erste Luzerner Taler wurde 1518 geschlagen. Im 16. und 17. Jahrhundert wurde die Ausprägung von Münzen besonders umfangreich und enthielt auch Goldabschläge von Talern, so der aus dem Jahr 1557 im Wert von 4 Dukaten. Gerechnet wurde das Pfund zu 20 Schillingen je 12 Pfennige (gleich einem Groschen), der Groschen zu 3 Kreuzern, der Batzen zu 4 Kreuzern, der Luzerner Gulden zu 40 Schillingen je 6 Angster, der Rappen zu 2 Angstern, der Angster zu 2 Hellern. Kronen galten 2 Franken und der Schweizer Franken schliesslich 10 Batzen je 10 Rappen. Obwohl die Eidgenossenschaft nach dem Ende des Dreissigjährigen Krieges auch rechtlich aus dem Reichsverband ausgeschieden war, wurde der zweiköpfige Reichsadler noch bis 1656 auf Luzerner Münzen geprägt. Zu den letzten Prägungen der Stadt gehört die Umprägung von alten Goldmünzen, die im Wasserturm an der Kapellbrücke gelagert worden waren, in Doppeldublonen zu 24 Gulden nach französischem Vorbild und die Prägung des sogenannten Neutalers im Jahr 1796. Die Prägungen der Stadt Luzern endeten 1797, dafür prägte der Kanton Luzern ab 1804 Goldmünzen zu 20 und 10 Franken, Neutaler zu 4 Franken oder 40 Batzen, 10-, 5- und 2-½-Batzen-Münzen aus Silber und als Kleinmünzen Batzen, Halbbatzen, Rappen und Angster.

### Neuenburg
Die Grafen von Neuchâtel (oder Neuenburg) erhielten im Jahr 1347 das Münzrecht. Geprägt wurden Denare vom Lausanner Typ mit der Umschrift NOVI CASTRI. Nach 1395 setzte eine zwei Jahrhunderte andauernde Prägepause ein, nach der Bluzger als Zwei- oder Dreikreuzerstücke, Pfennige, Plapparte, Batzen und Heller geschlagen wurden. Später wurden Taler, Dicken und Groschen geprägt. Neuenburg wurde zwar 1815 als 21. Kanton in die Eidgenossenschaft aufgenommen, befand sich aber noch in einem Lehensverhältnis zum preussischen König, weshalb zuletzt 1818 Kreuzermünzen aus Billon im Namen Friedrich Wilhelm III. von Preussen geprägt wurden. Damit endeten auch die Neuenburger Münzprägungen, obwohl sich das Land erst 1848 eine republikanische Verfassung gab und Preussen erst 1857 auf seine Souveränitätsrechte verzichtete.

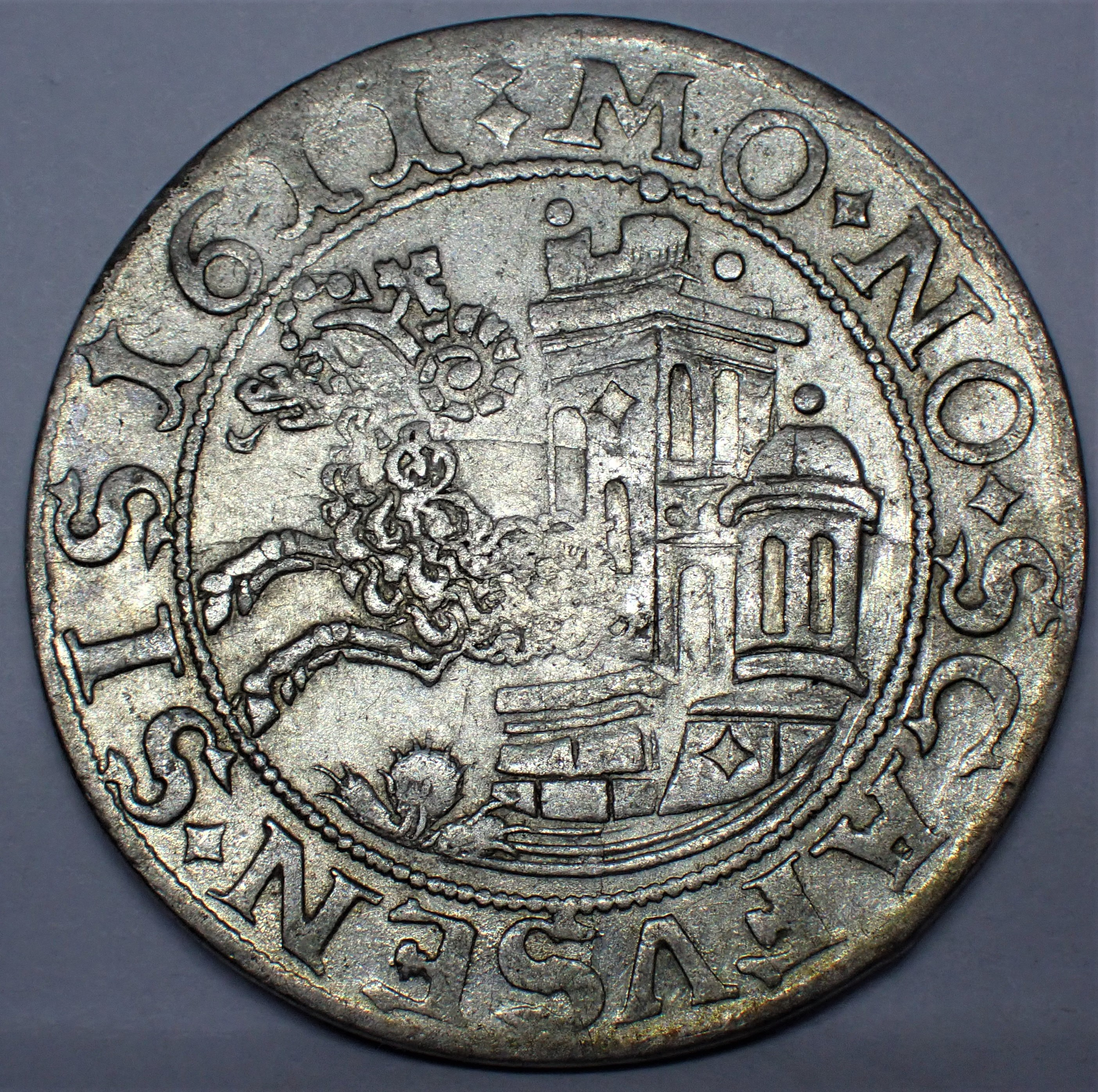
Schaffhauser Dicken von 1611, HMZ 2-765a

### Schaffhausen
Die Grafen von Schaffhausen erhielten das Münzrecht im Juli 1045, nutzten dies aber erst ab etwa 1160 für ungefähr 150 Jahre, um Pfennige mit einem Schaf oder Widder mit einem Haus auf dem Rücken zu schlagen. Mit Zürich und St. Gallen wurde 1424 ein Vertrag zur Ausprägung gleichwertiger Münzen geschlossen. Ab dem 16. Jahrhundert waren Dukaten, Taler (Bockstaler), Dicken, Batzen, Groschen, Kreuzer, Pfennige und Heller regelmässig hergestellte Nominale. Die 15-Kreuzer-Münzen entsprachen dem 1/4-Gulden und wurden auch Örtli genannt.

### Schwyz
Von den drei Urkantonen prägte Schwyz am meisten aus. Das gilt vor allem für die grosse Menge von Rappenmünzen im 18. und 19. Jahrhundert.

### Stein am Rhein
Stein am Rhein erhielt das Münzrecht um 1005 (1087 und 1232 bestätigt). Ausgeprägt wurde aber nur Pfennige in wenigen Jahren um 1230.

### Solothurn

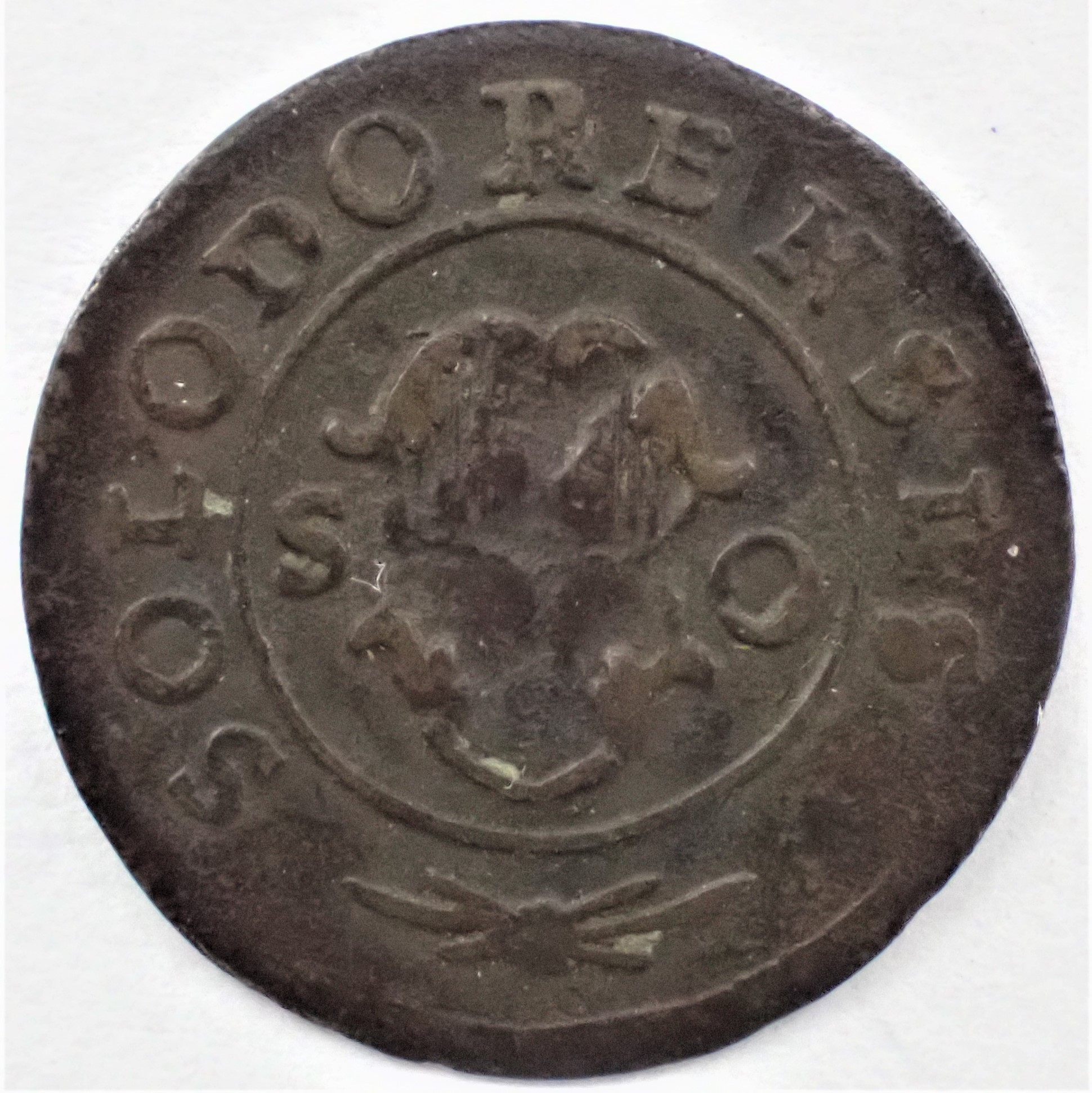
Vierer aus Solothurn, Jahr 1797

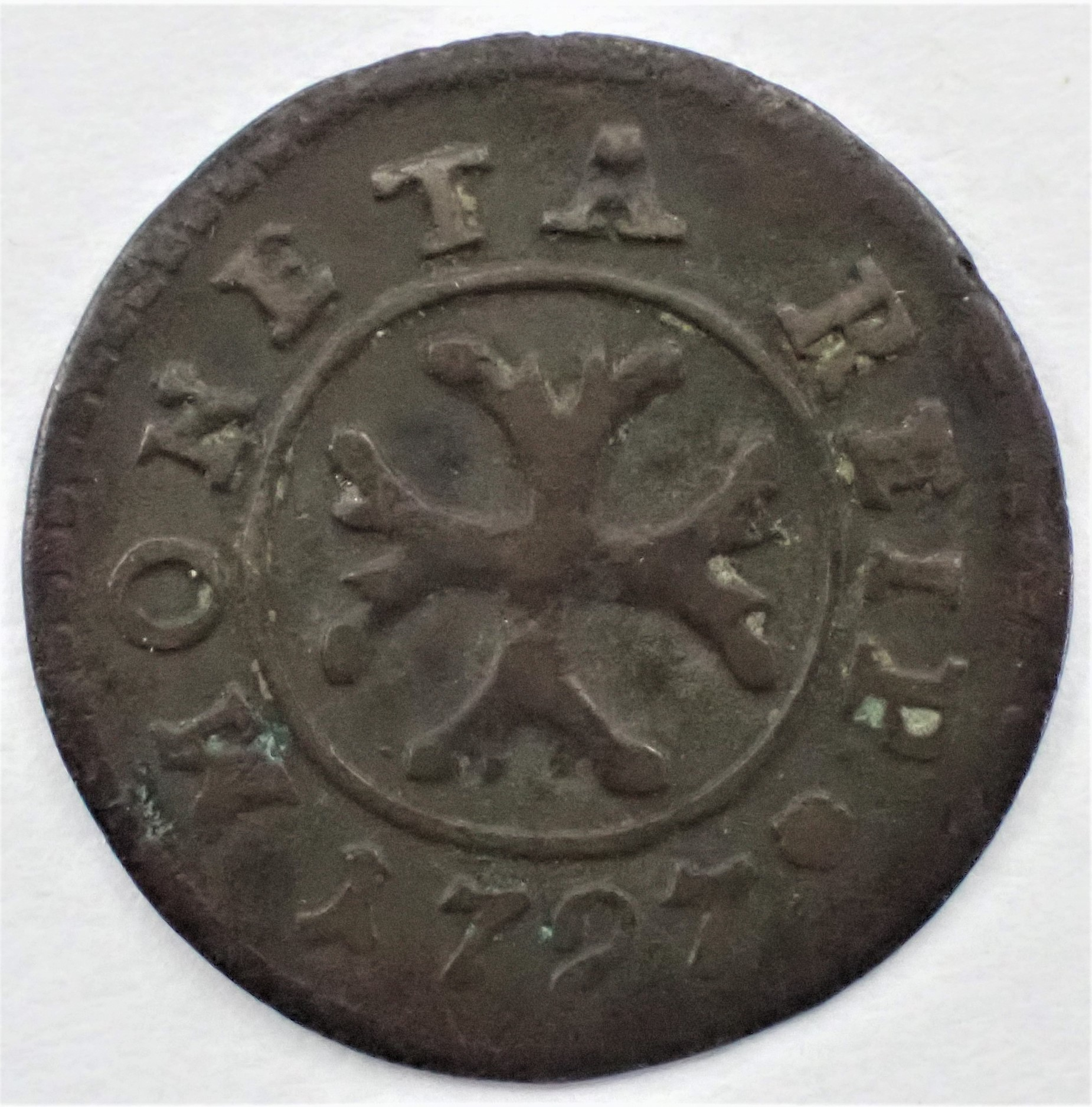
Rückseite des Vierers, Solothurn, Jahr 1797

Die frühesten Pfennige wurden im 12. Jahrhundert geprägt. Im Jahr 1381 wurde das Münzrecht der Stadt Solothurn übertragen, die vierzipfelige Pfennige, runde Angster und Stebler schlug. Die Solothurner Münzen entsprachen in den Jahren 1377 und 1387 weitgehend denen von Bern. Ab Beginn der frühen Neuzeit wurden auch hier Goldgulden, die Silbergrossmünzen Taler und Dicken, die mittleren Nominale Batzen und Groschen sowie Kreuzer und Vierer als Kleinmünzen geprägt. Die Münzprägung der Stadt Solothurn endete Ende des 18. Jahrhunderts und wurde von der 1805 beginnenden Münzprägung des Kantons Solothurn abgelöst.

### St. Gallen

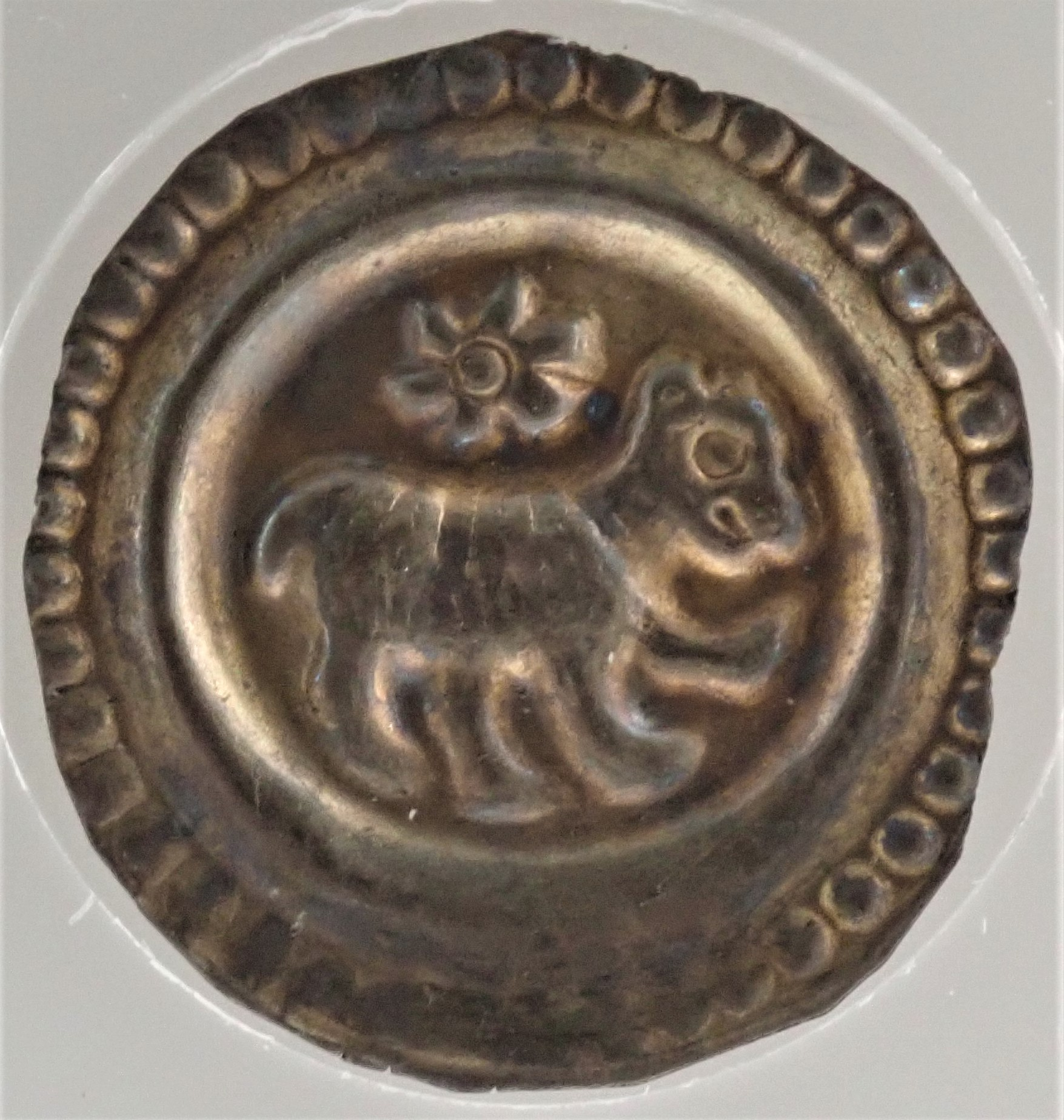
Pfennig aus St. Gallen, 13. Jh, Bär unter Sternenrosette

Die Abtei St. Gallen erhielt 947 durch Otto I. das Münzrecht. Bekannt sind vierzipfelige Pfennige aus dieser Zeit vor allem aus einem Fund bei Steckborn. Später wurden runde Pfennige geprägt. Auch die Stadt St. Gallen prägte seit spätestens den Jahren 1407/08 Pfennige mit dem Lamm als Motiv. Aber auch der Bär oder das Porträt des heiligen Gallus finden sich häufig als Motiv. Das Münzsystem folgte dem Vorbild von Konstanz: das Pfund galt 20 Schillinge zu je 12 Pfennigen. Als kleinere Münzen wurden auch Angster geprägt. Als grössere Nominale wurden zeitweise Dicken und sogar Taler geprägt.
Eine Besonderheit ist die Prägung der Schüsselpfennige im 18. Jahrhundert in der Schweiz. In St. Gallen wurden die letzten Pfennige ohne Jahreszahl sogar noch bis 1822 geschlagen.

### Tessin
Das 1803 als Kanton aufgenommene Tessin, das zuvor sogenanntes Untertanenland gewesen ist, prägte nur gelegentlich Münzen aus, zuletzt 1841, nach dem System 144 Denari = 12 Soldi = 1 Lira, 16 Franche svizzeri = 37 Lire. Geprägt wurden 3- und 6-Denari-Kleinmünzen aus Kupfer, 3-Soldi-Münzen aus Billon und der Franco auch als 2- und 4-Franchi-Münze und Teilstücke (Quarto, Mezzo).

### Thurgau
Auch der Kanton Thurgau wurde 1803 in die Eidgenossenschaft aufgenommen, liess aber nur wenige Münzen und diese in der Münzstätte von Solothurn prägen.

### Unterwalden
Die Halbkantone Nidwalden und Obwalden prägten zuletzt 1811 und 1812 getrennt voneinander Münzen, aber beide im Batzensystem nach Luzerner Vorbild. Nidwalden prägte im 16. und 19. Jahrhundert insgesamt nur 5 verschiedene Münztypen.

### Uri
Auch der Kanton Uri prägte zuletzt 1811 Billon- und Silbermünzen nach dem Luzerner Münzsystem.

### Waadt
Das Bistum Lausanne stellte erstmals gegen Ende des 10. Jahrhunderts mit dem Namen des Bischofs und später anonyme Denare und Obole her. Das Münzrecht wurde bis zur Eroberung der Waadt durch Bern im Jahr 1536 ausgeübt. Ende des 13. bis kurz nach der Mitte des 14. Jahrhunderts prägten auch die Barone der Waadt Münzen, bis die Grafen und Herzöge von Savoyen die Herrschaft übernahmen und Nominale nach norditalienischen Vorbildern prägten (Fiorino d’oro, Scudo d’oro, Grosso und ihre Halbstücke (Mezzo Grosso) und Kleinmünzen aus Billon aus). 1812 wurden Taler als 40 Batzenmünzen sowie Teilstücke von 20, 10, 5 und 1 Batzen geprägt. Als Kleinmünzen dienten 2-½- und 1-Rappen-Stücke.

### Wallis
Bei den frühesten Münzen (Denare) des Kantons Wallis handelt es sich um savoyische Prägungen für die Bischöfe von Sitten vom 11. bis zum 13. Jahrhundert. Seit dem 13. Jahrhundert prägten die Grafen von Savoyen im eigenen Namen. Ab Ende des 15. Jahrhunderts bestand das Münzsystem auch aus den üblichen Talern, Dicken, Groschen, Vierern und Pfennigen.

### Zug
Der Kanton Zug prägte zuletzt 1804 und 1805 Angster und Rappen aus Kupfer nach dem Luzerner Münzsystem.

### Zürich

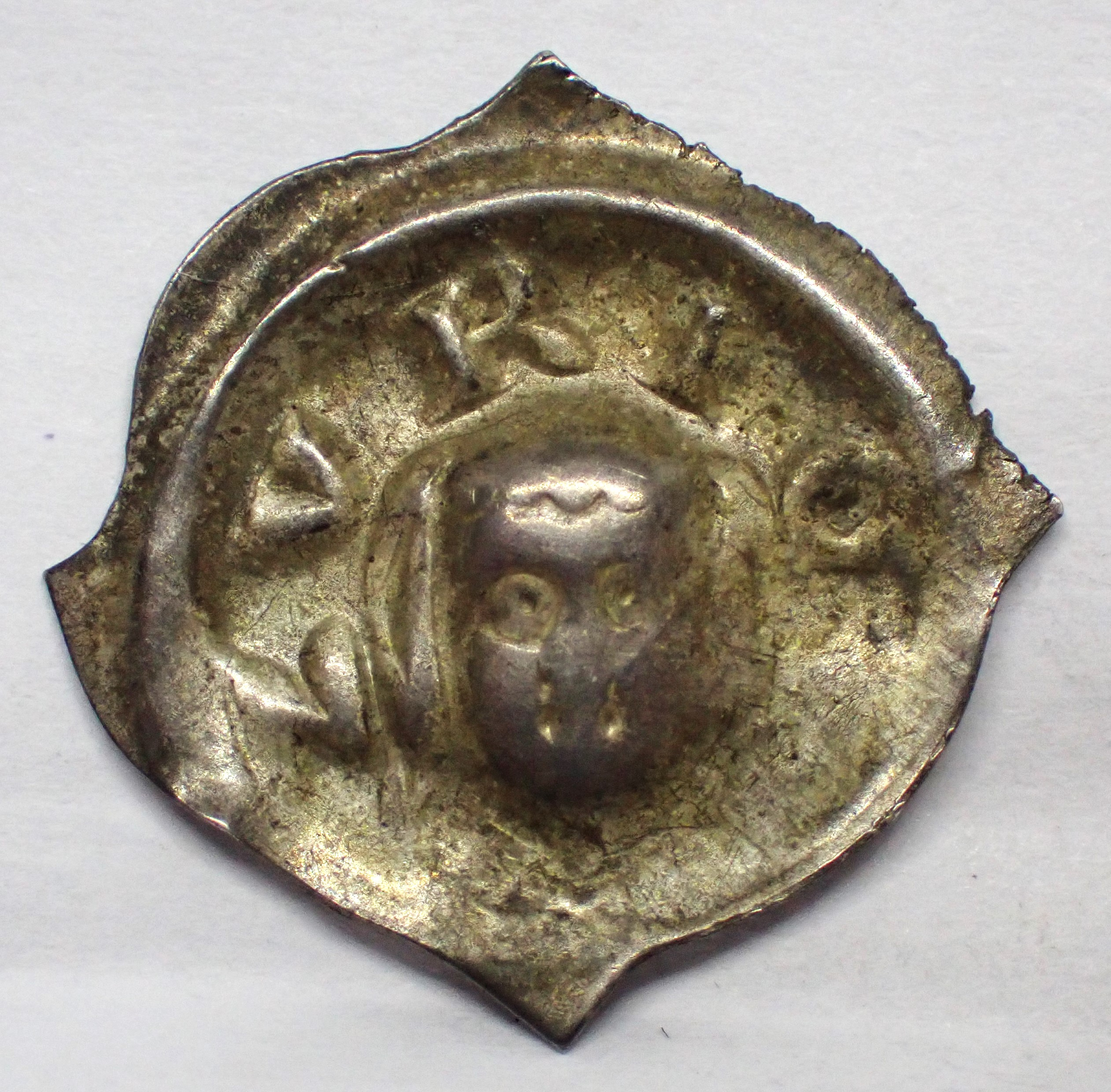
Vierzipfeliger Pfennig der Frauenabtei Zürich (Fraumünster), 14. Jahrhundert, Äbtissinkopf darüber ZVRICH, HMZ 1-627
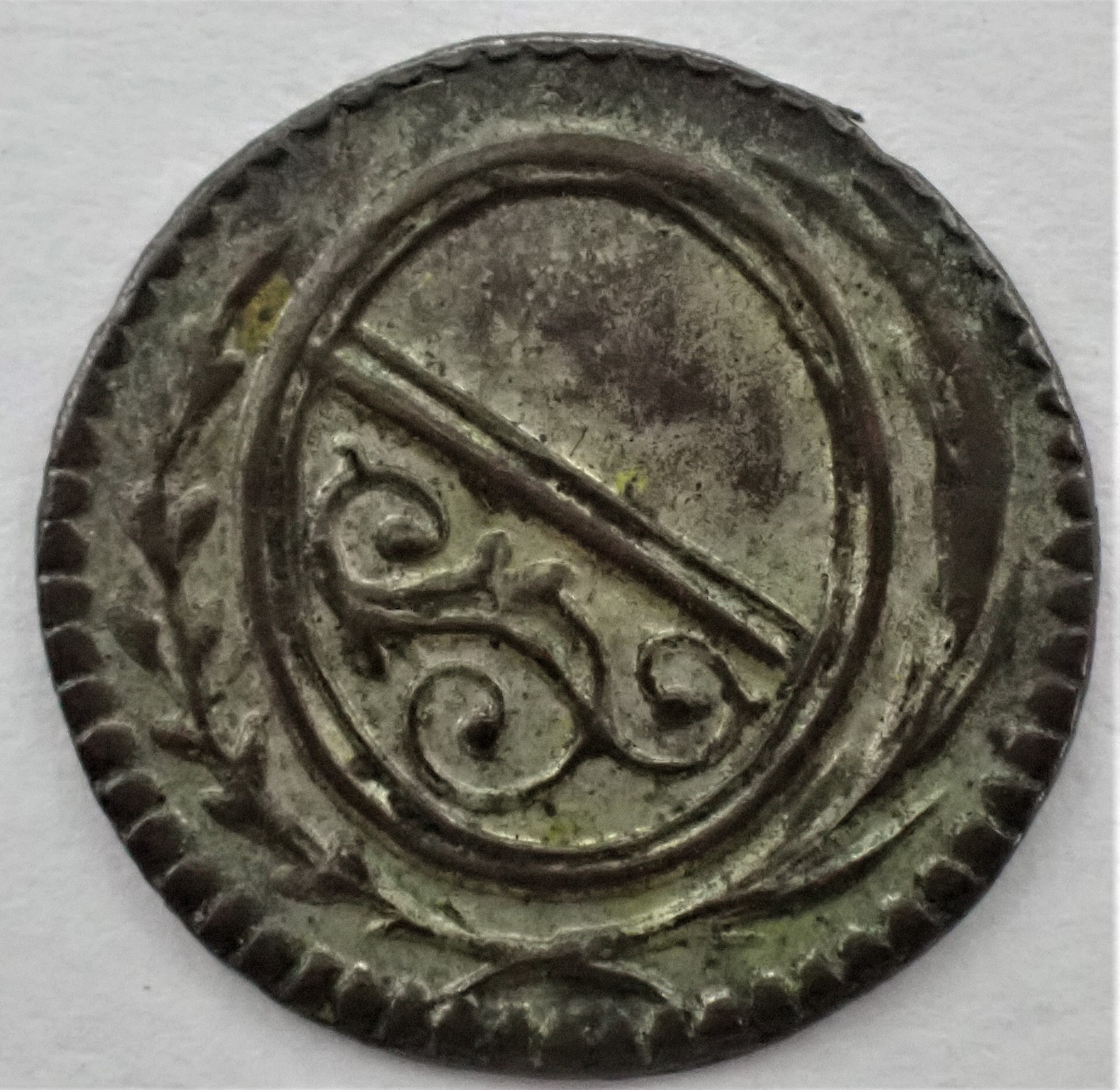
Zürcher 3 Haller, 18./19. Jh.
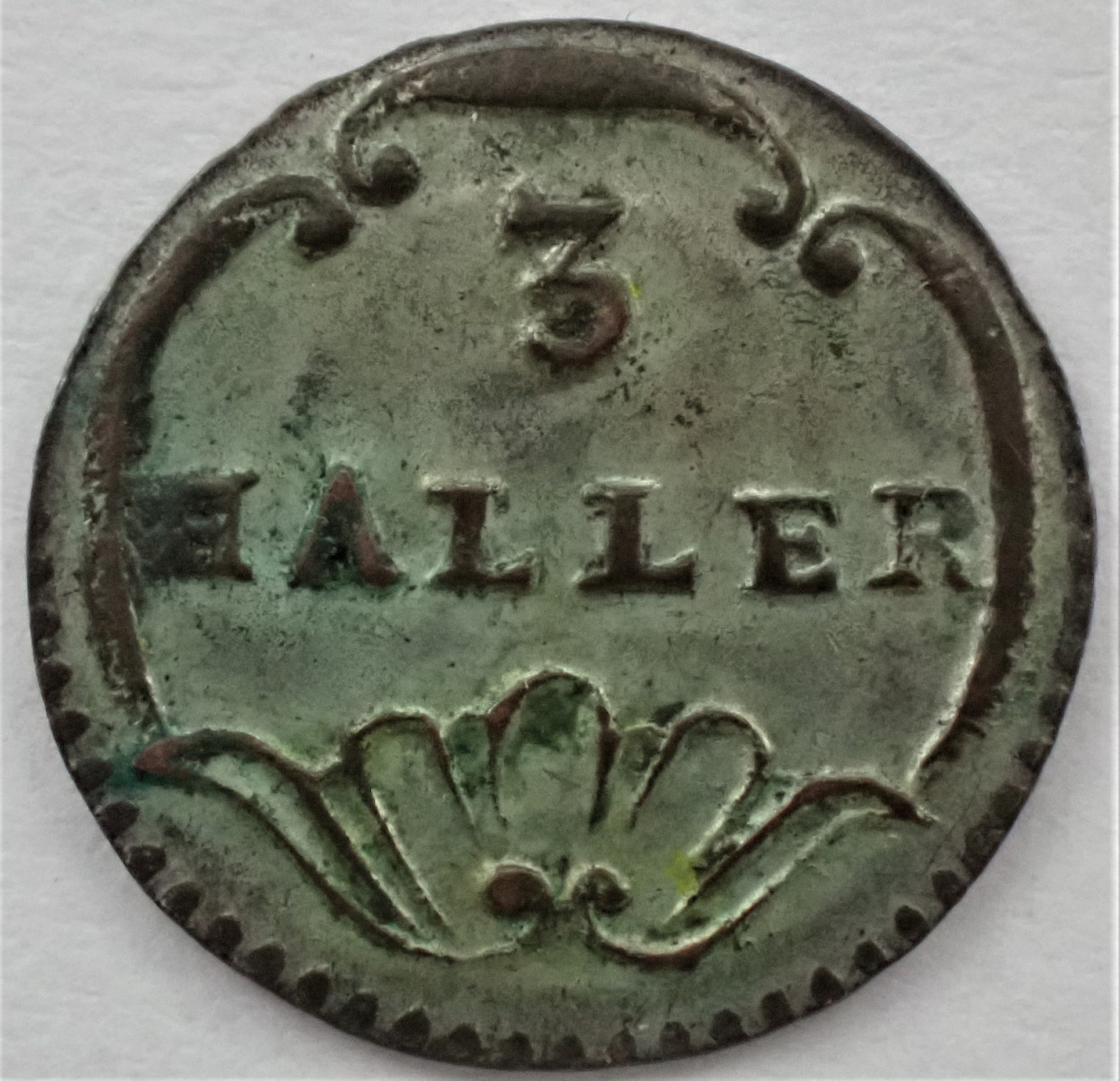
Zürcher 3 Haller, 18./19. Jh., Wertseite

In Zürich wurden bereits unter Pippin dem Kurzen in der Mitte des 8. Jahrhunderts Denare geprägt. Später wurden hauptsächlich vierzipfelige Pfennige und Hälblinge geschlagen. Häufig tragen sie das Porträt des heiligen Felix. Die Frauenabtei des Klosters Zürich prägte auch eigene Münzen. Um 1417 wurden die ersten Zürcher Plapparte und etwas später auch Zürcher Kreuzer (Etschkreuzer) hergestellt, ab 1512 auch Zürcher Taler. Aufsehen erregte der 1660 geprägte Wasertaler. Später trat ein grosses Volumen von Goldmünzen hinzu.
Die letzten Zürcher Taler wurden 1798 geprägt (Ausnahme «Neuthaler» zu 40 Batzen, 1813).
Die letzten Prägungen für die Stadt erfolgten in der Münzstätte Stuttgart.

## Münzgeschichte von 1798 bis 1848

### Helvetische Republik (1798 bis 1803)

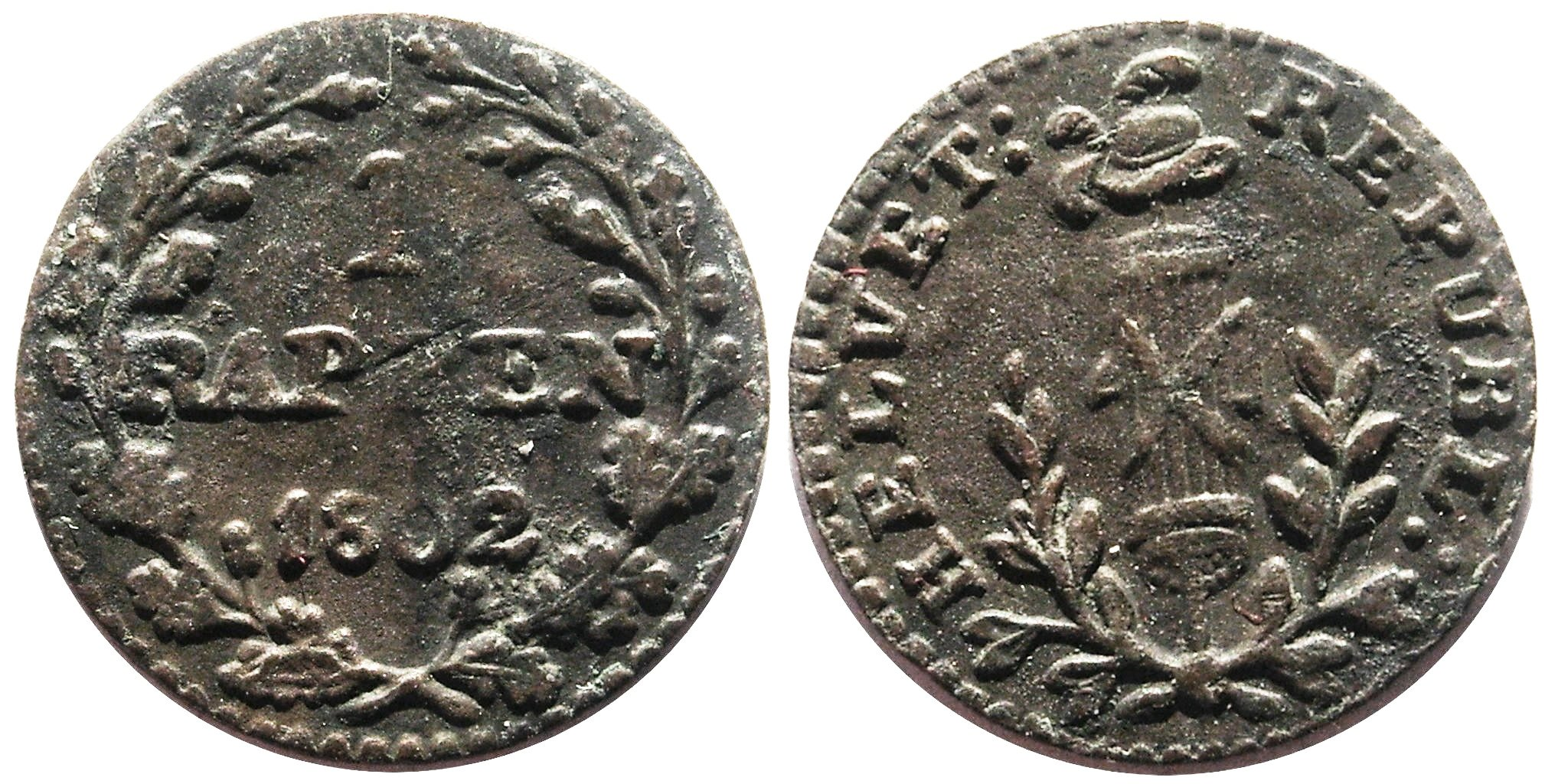
Ein Rappen der Helvetischen Republik, 1802
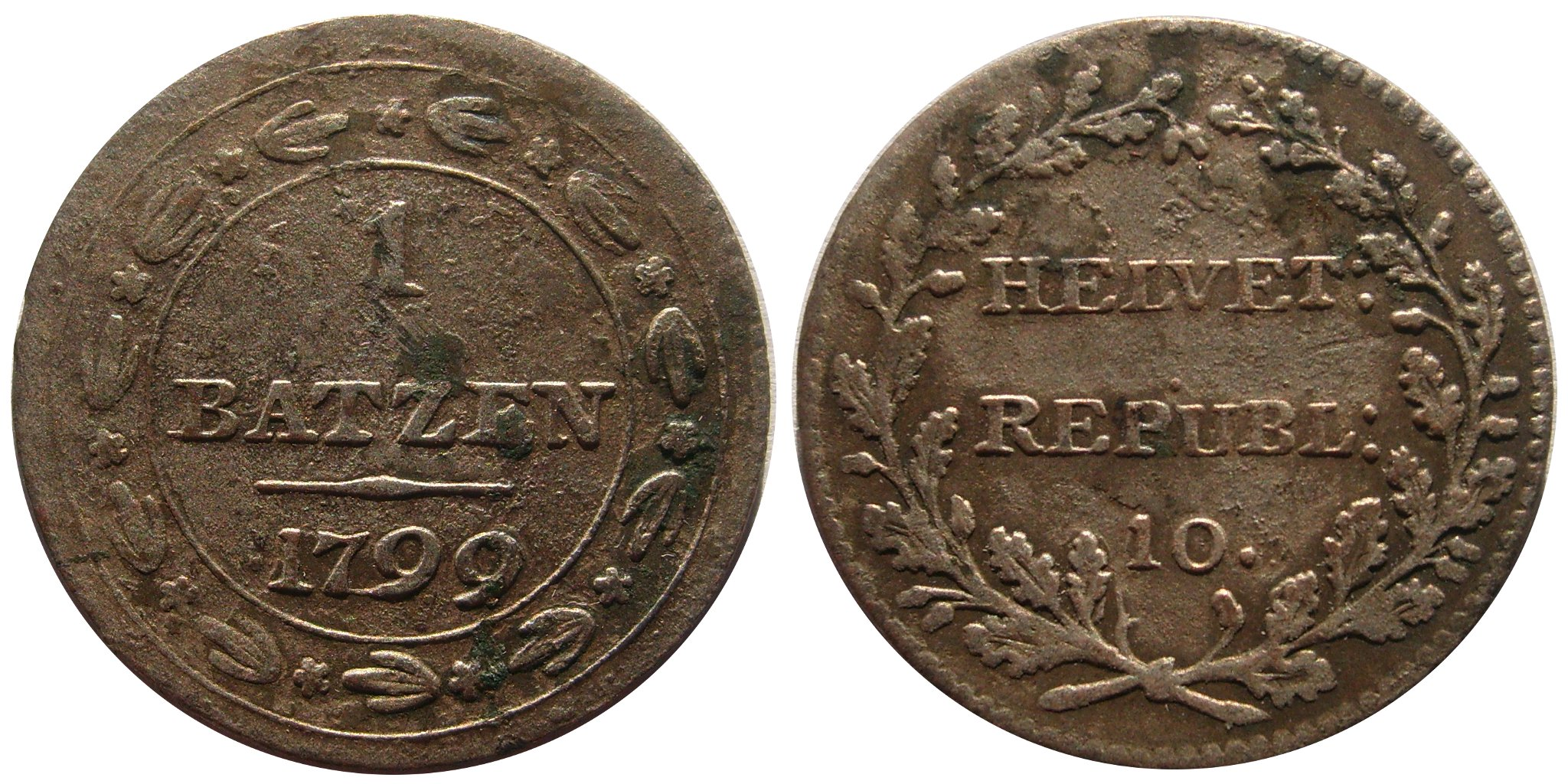
Ein Batzen der Helvetischen Republik, 1799
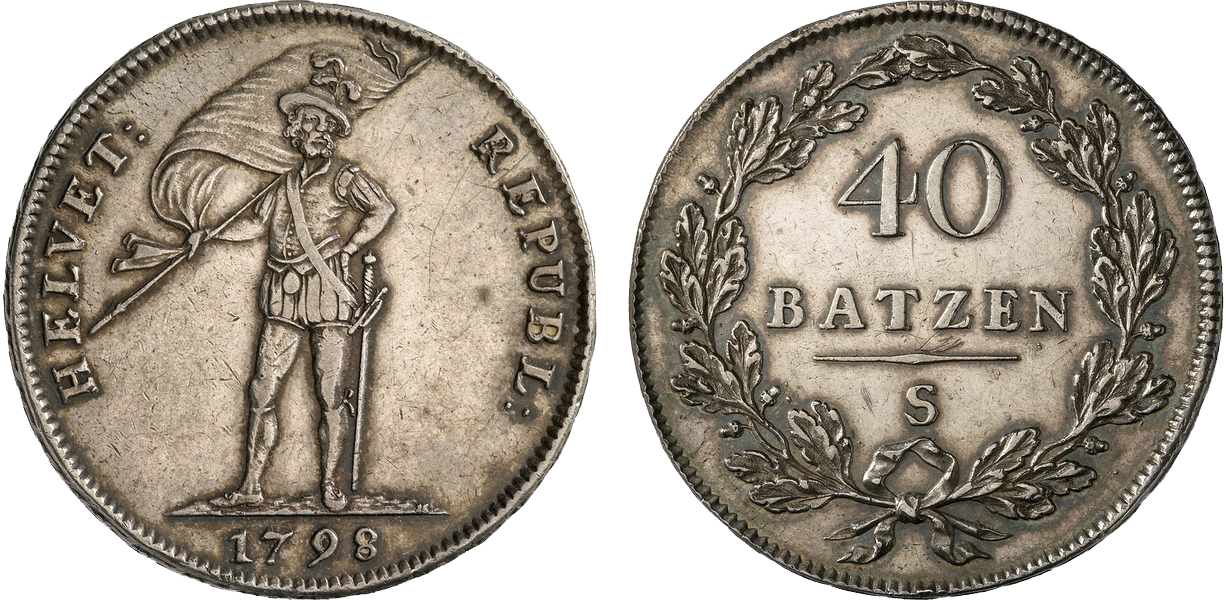
Eine 40-Batzen-Silbermünze der Helvetischen Republik (Neuthaler), 1798
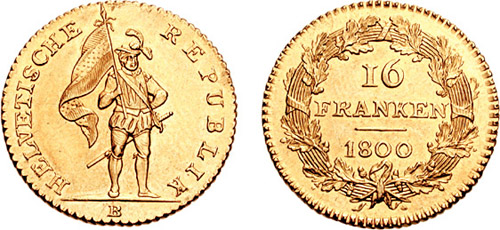
16-Franken-Goldmünze der Helvetischen Republik (Dublone), geprägt 1800 in Bern

Nach der Besetzung der Schweiz durch das revolutionäre Frankreich wurde die Eidgenossenschaft durch die Helvetische Republik ersetzt (1798 bis 1803). Mehr als 50 Münzstände mussten ihr Münzrecht an die Republik abtreten. 1 Franken wurde in 10 Batzen zu je 10 Centimes (1 Franken somit = 100 Centimes) nach französischem Vorbild unterteilt. Anders als in Frankreich, wo zwischen 1793 und 1805 die Zeitrechnung auf den Beginn der Französischen Revolution umgestellt worden war (L’an I – L’an XIV), wurde die christliche Zeitrechnung beibehalten. Gemünzt wurde in Basel (Münzzeichen BA), Bern (B) und Solothurn (S). Geprägt wurden die folgenden Nominale: 1 Rappen, ½ und 1 Batzen in Billon, 5, 10, 20 und 40 Batzen und 4 Franken in Silber, 16 und 32 Franken in Gold.

### Kantonale Ausgaben (1803 bis 1848)

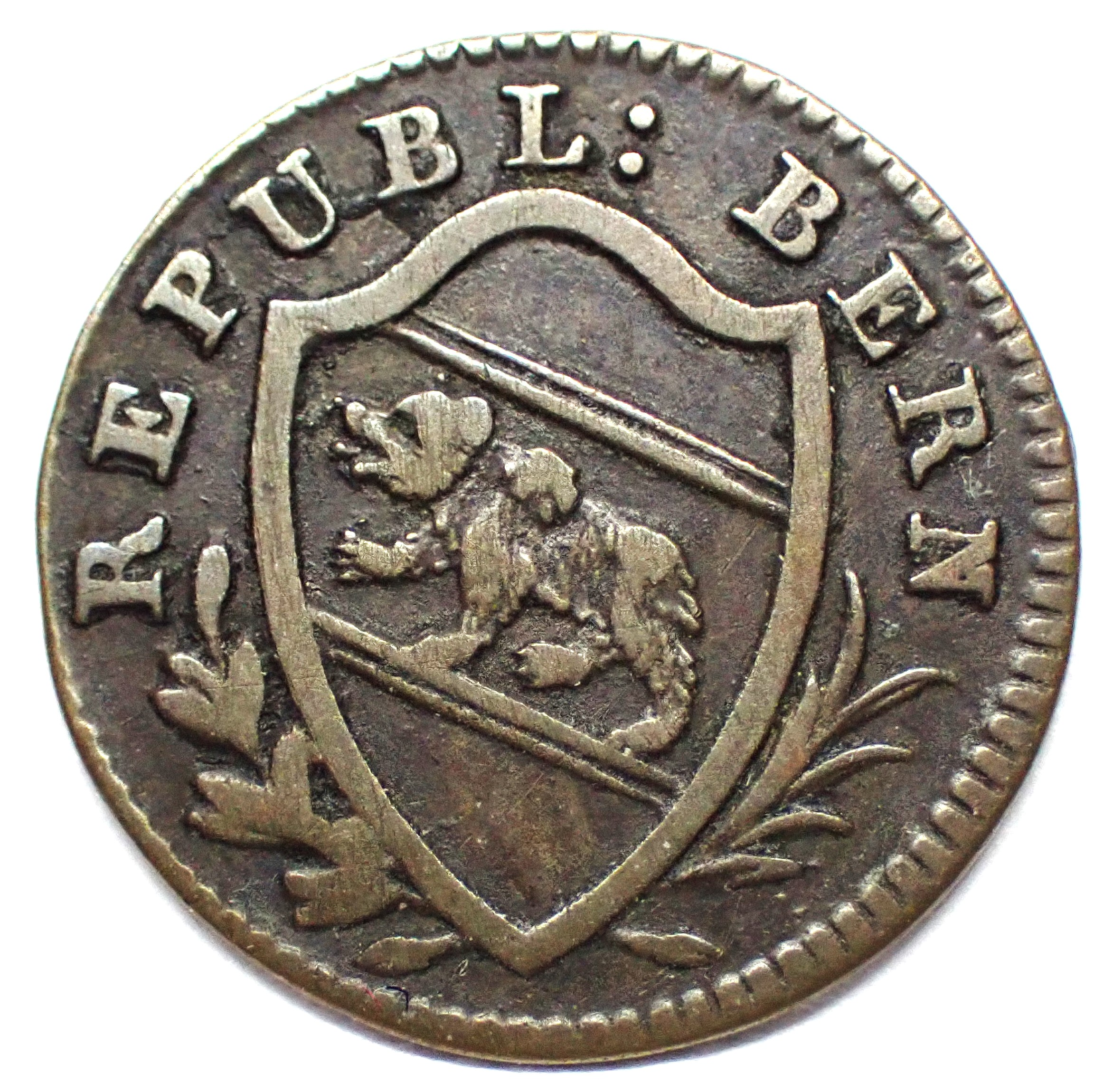
1 Rappen des Kantons Bern, mit Umschrift REPUBL : BERN
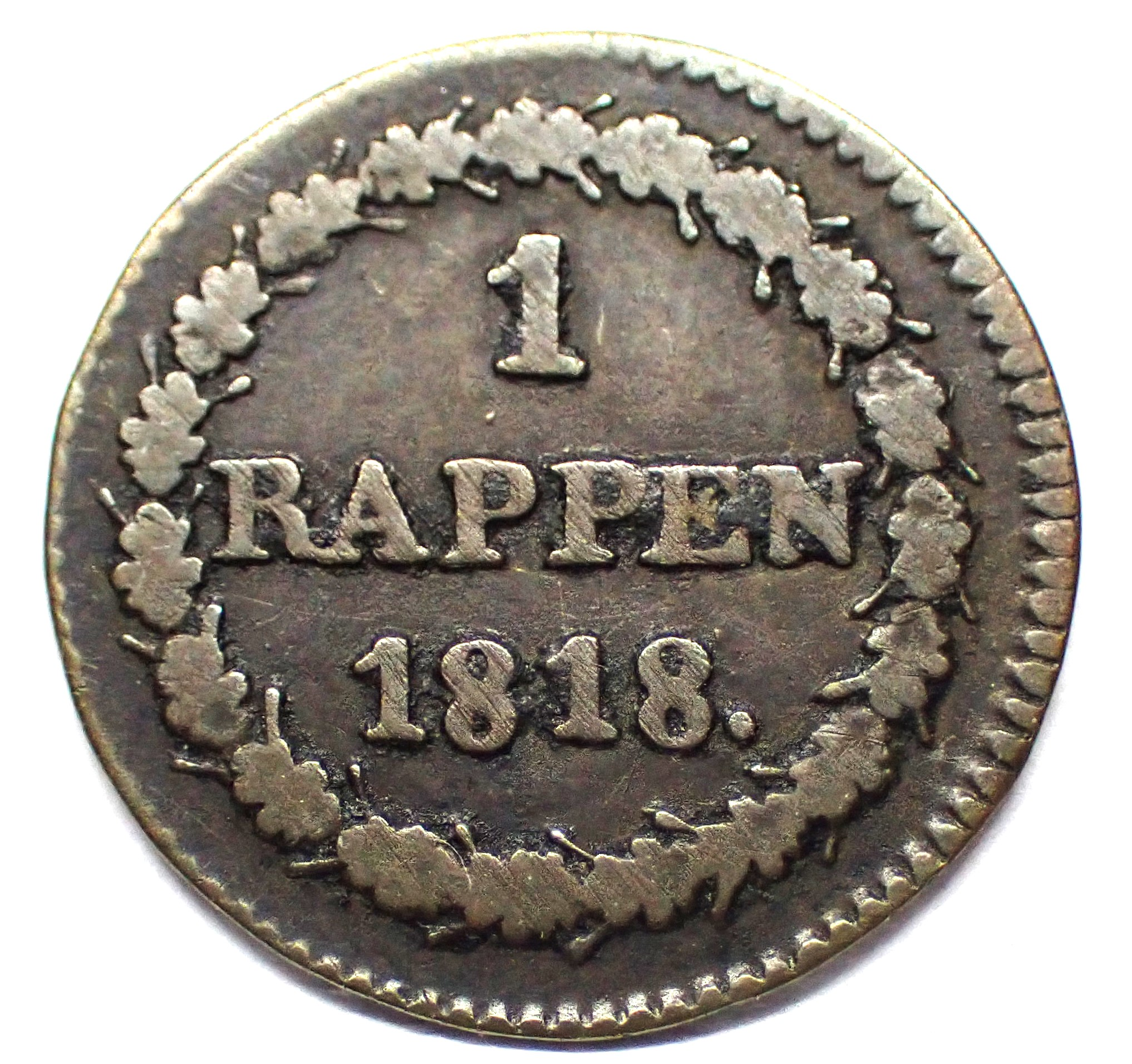
1 Rappen des Kantons Bern von 1818, Wertseite
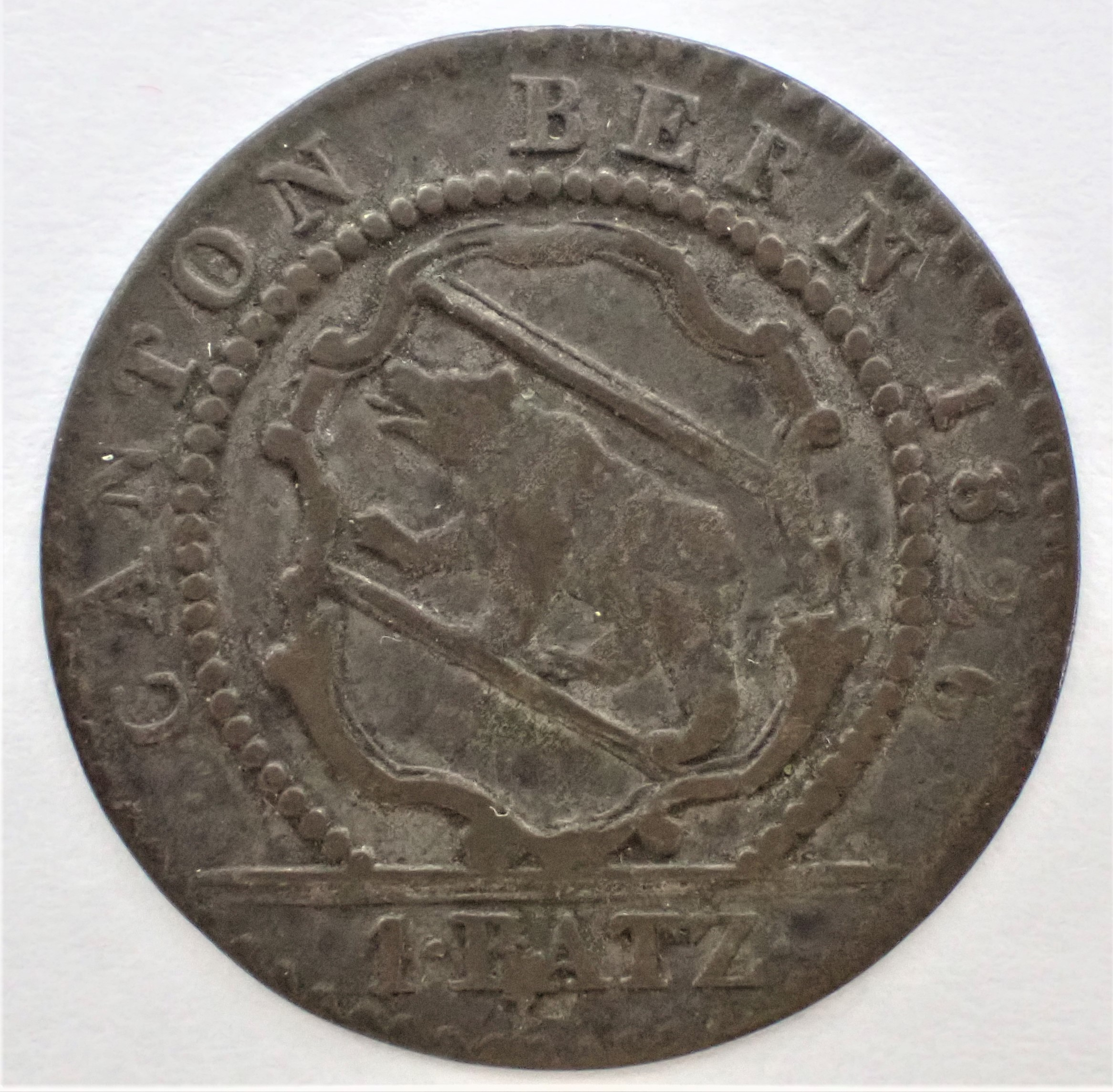
Konkordatsbatzen des Kantons Bern von 1826
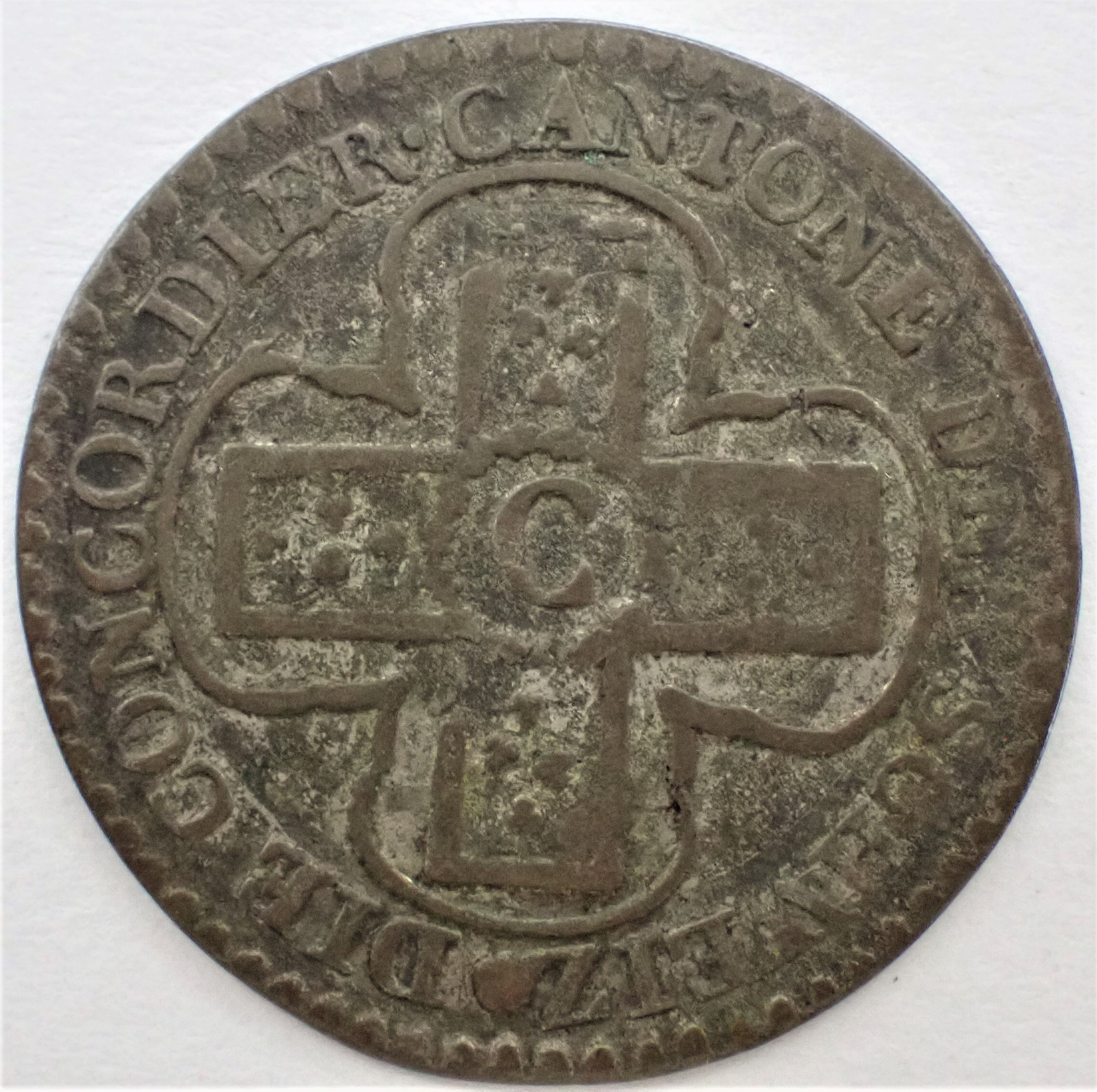
Rückseite Konkordatsbatzen Kanton Bern, 1826
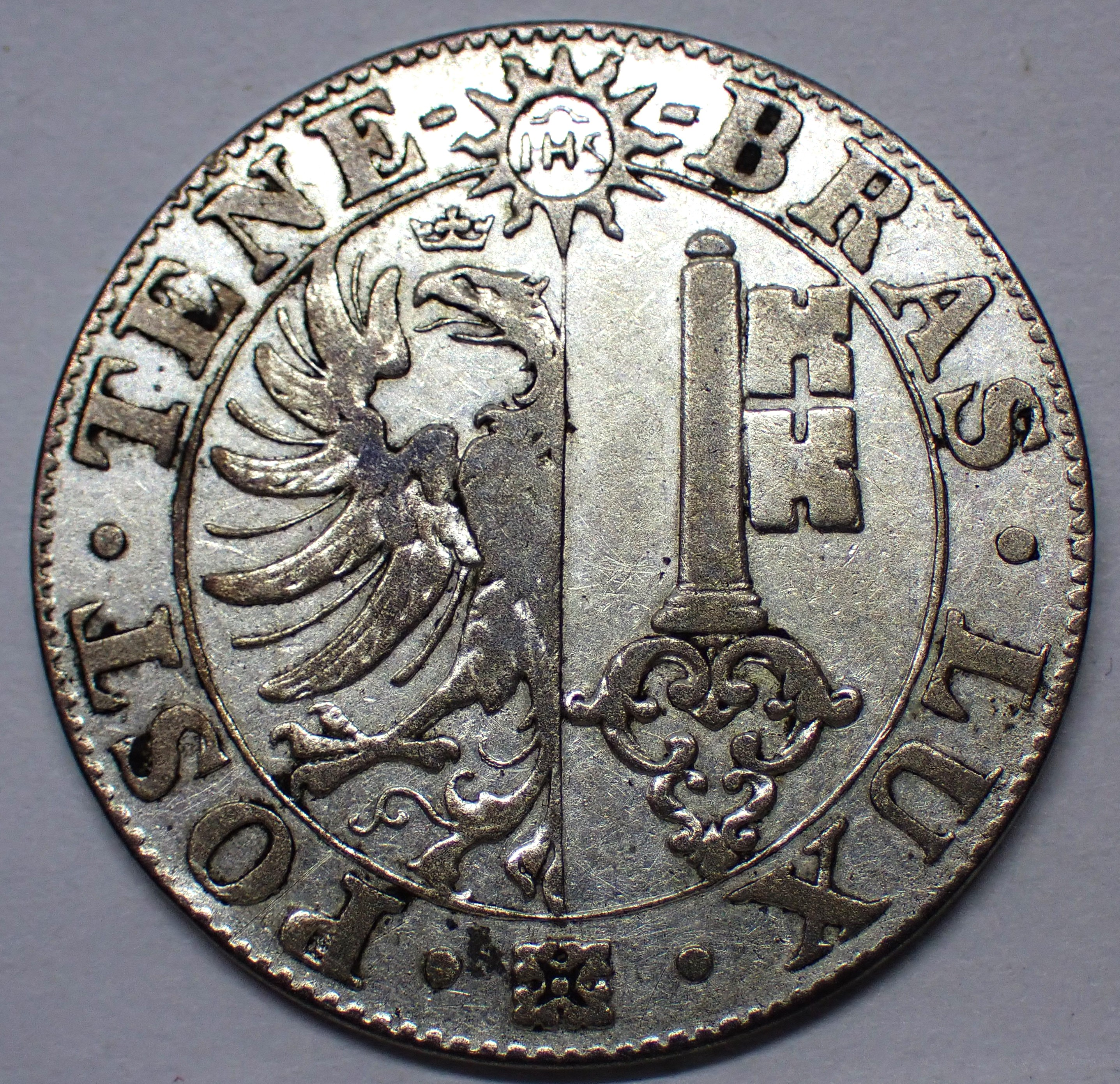
25 Centimes für Kanton und Republik Genf, Wappenseite
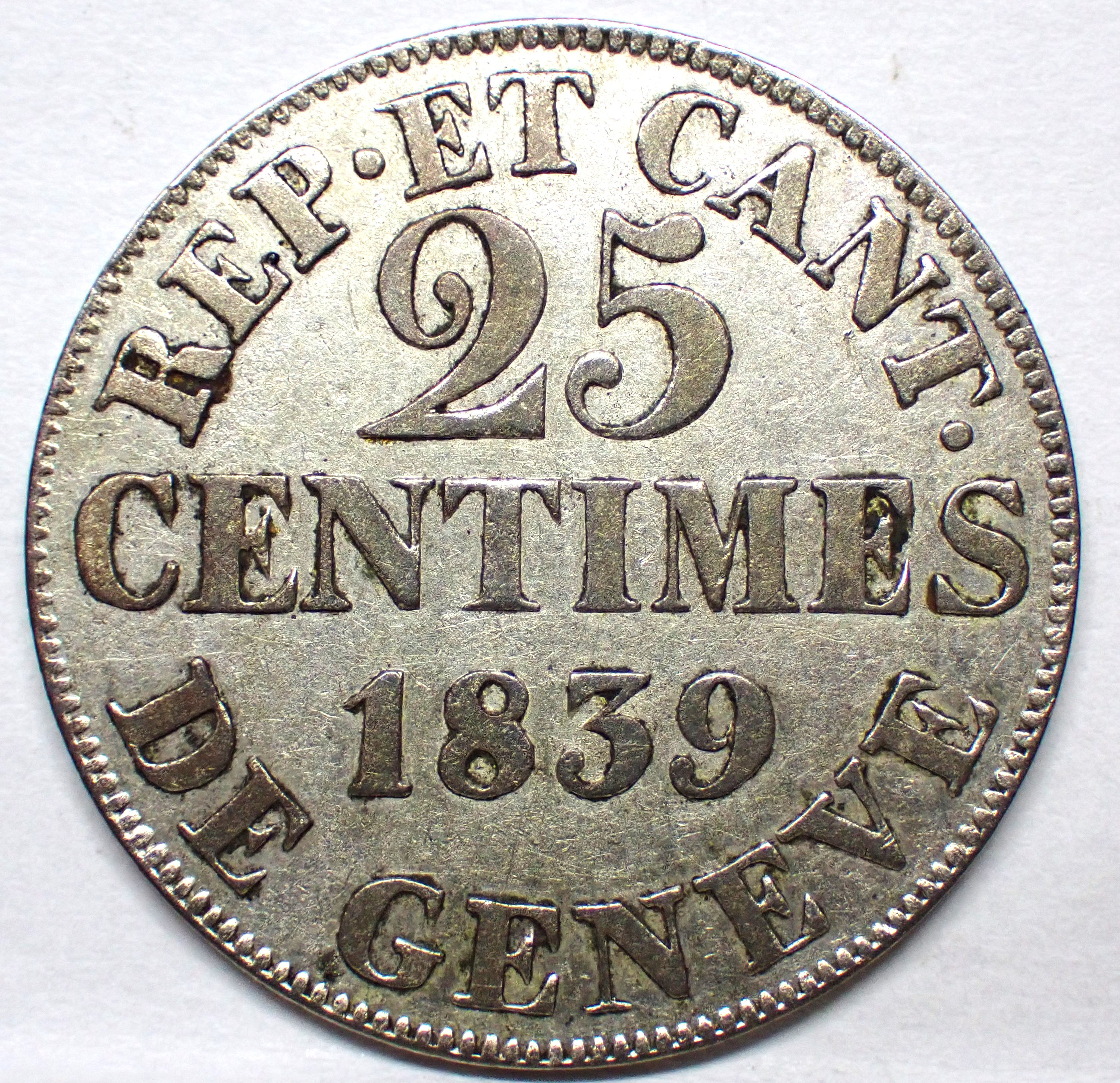
25 Centimes für Kanton und Republik Genf, Wertseite

Durch die von Napoleon Bonaparte erlassene Mediationsakte vom 11. August 1803 erhielten 13 der alten und sechs neue (Aargau, Graubünden, St. Gallen, Tessin, Thurgau, Waadt) Kantone das Münzrecht (zurück)übertragen. Nach der endgültigen Niederlage Napoleons wurde die Eidgenossenschaft durch den Bundesvertrag von 1815 wiederhergestellt und drei neue Kantone (Genf, Neuenburg, Wallis) aufgenommen. Aus den Gestaltungen der Münzen wird teilweise deutlich, dass die Kantone auf ein gewisses Mass an Eigenständigkeit bedacht waren. So hat der Kanton Bern auch Kleinmünzen prägen lassen, die statt CANTON BERN die Umschrift REPUBL : BERN tragen. Genf ging einen Mittelweg und verwies auf den Umschriften seiner Münzen während der Restauration auf seine Stellung als Kanton und Republik.
Einige der Kantone schlossen am 17. April 1825 einen Münzvertrag zur Harmonisierung ihrer Prägungen, die mit der Umschrift DIE CONCORDIER CANTONE DER SCHWEIZ/LES CANTONS CONCORDANTS DE LA SUISSE gekennzeichnet waren und «Konkordatsmünzen» genannt wurden. Dem Münzvertrag traten die sechs Kantone Aargau, Basel, Bern, Freiburg, Solothurn und Waadt bei, um die Prägung von Kreuzern und Batzen zu harmonisieren.
Die letzte kantonale Prägung waren die 1-Rappen-Münzen von Zürich mit Jahrgang 1848. Die Bundesverfassung vom 12. September 1848 enthielt die Bestimmung, dass das Münzwesen Sache des Bundes sei, und bis zur Verabschiedung des Gesetzes zur Einführung des Schweizer Frankens am 7. Mai 1850 wurden keine weiteren Münzen geprägt.

### Fotogalerie Schweizer Kantonsmünzen seit 1803

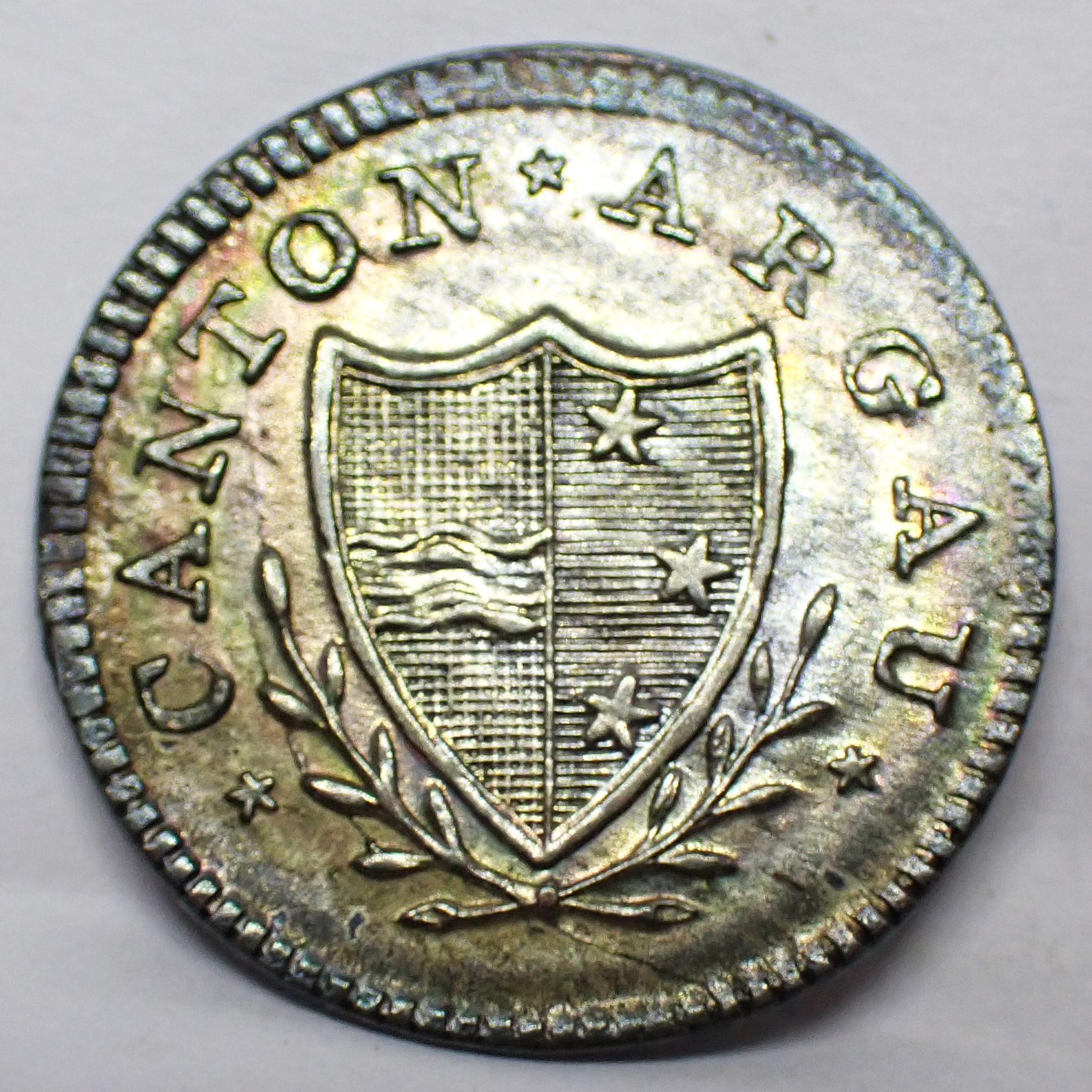
2 Rappen von 1816 des Kantons Aargau, HMZ 2-26, Wappenseite
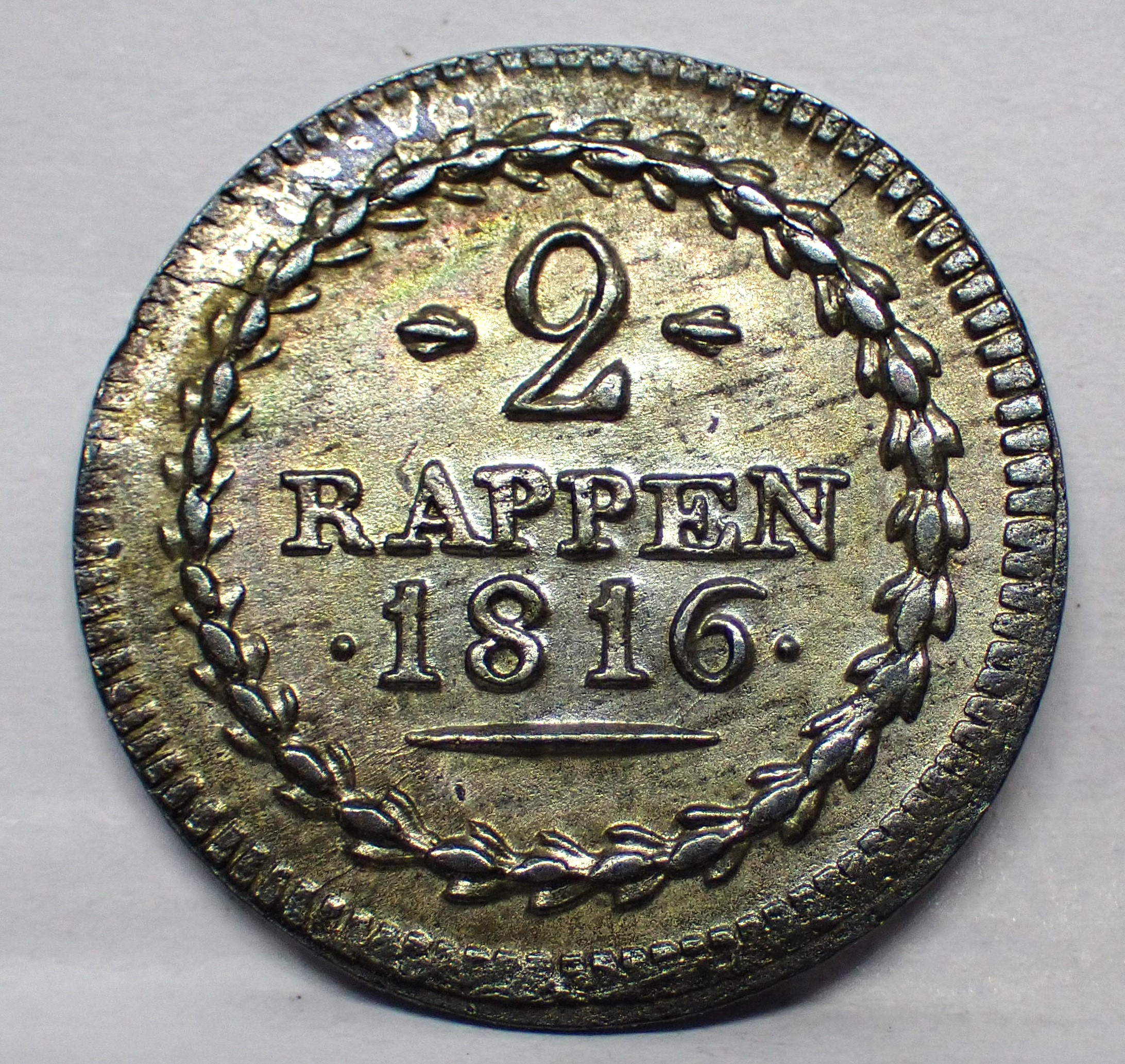
2 Rappen von 1816 des Kantons Aargau, HMZ 2-26, Wertseite
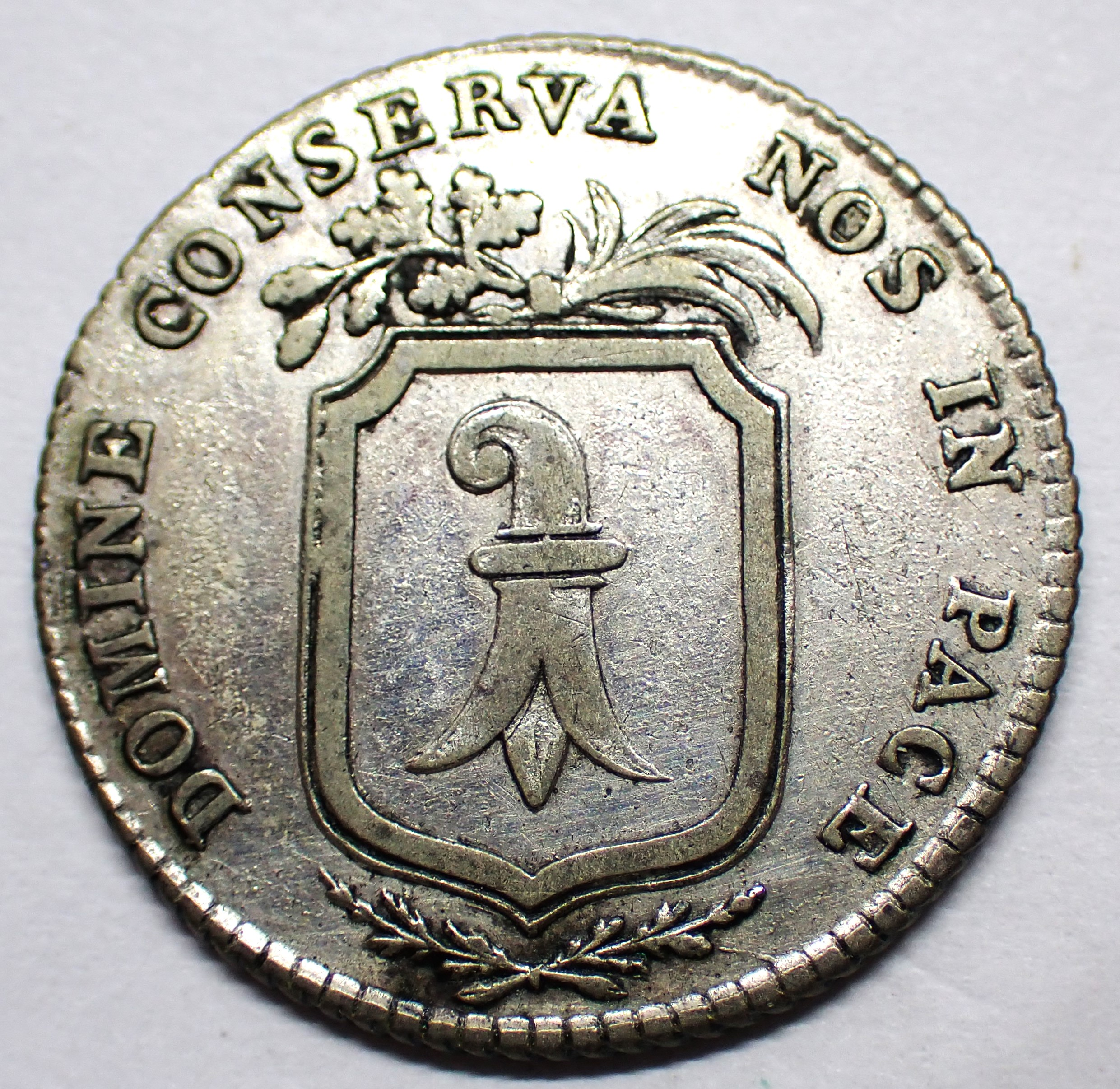
3 Batzen von 1810 des Kantons Basel, Wappenseite
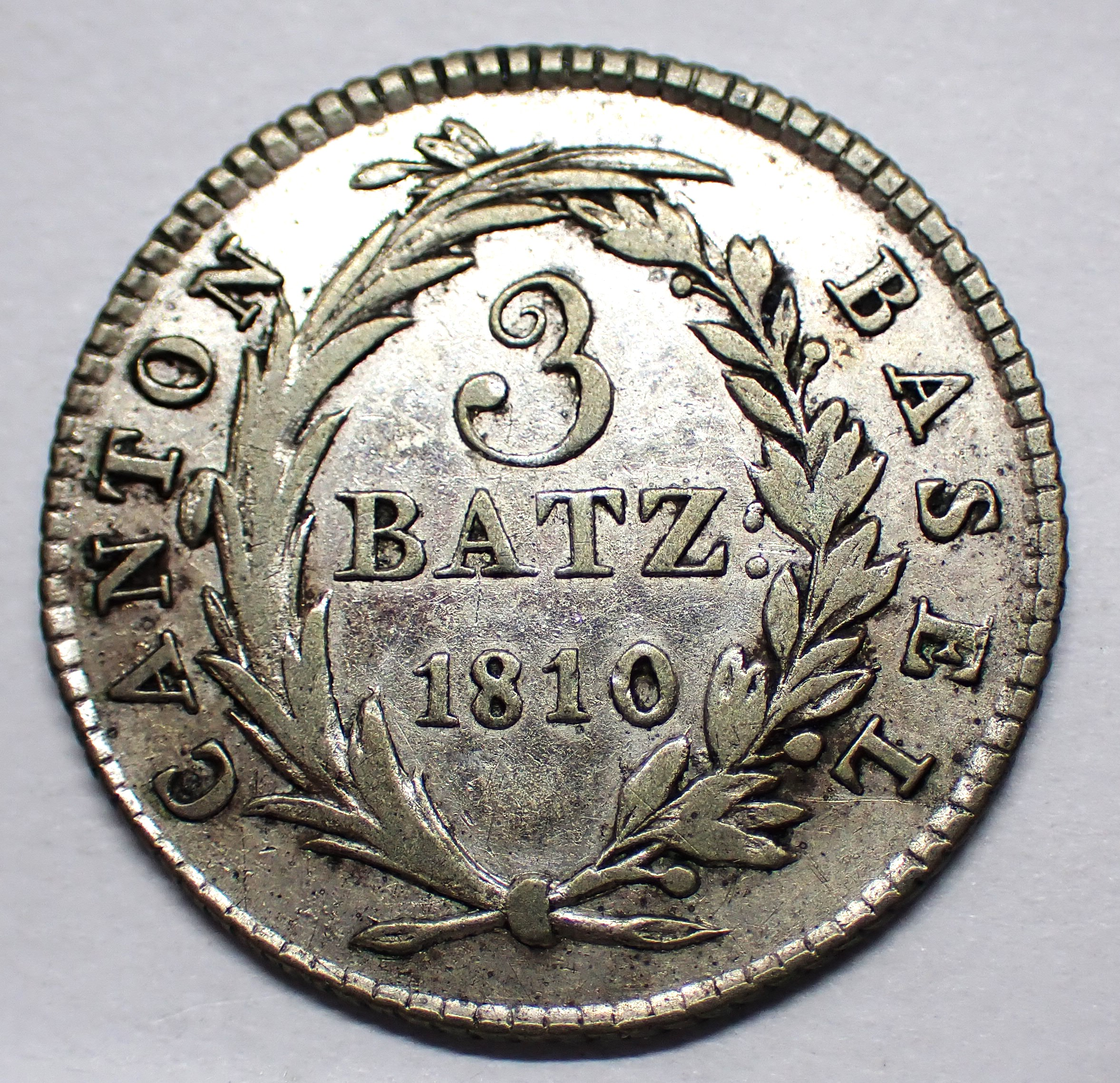
3 Batzen von 1810 des Kantons Basel, Wertseite
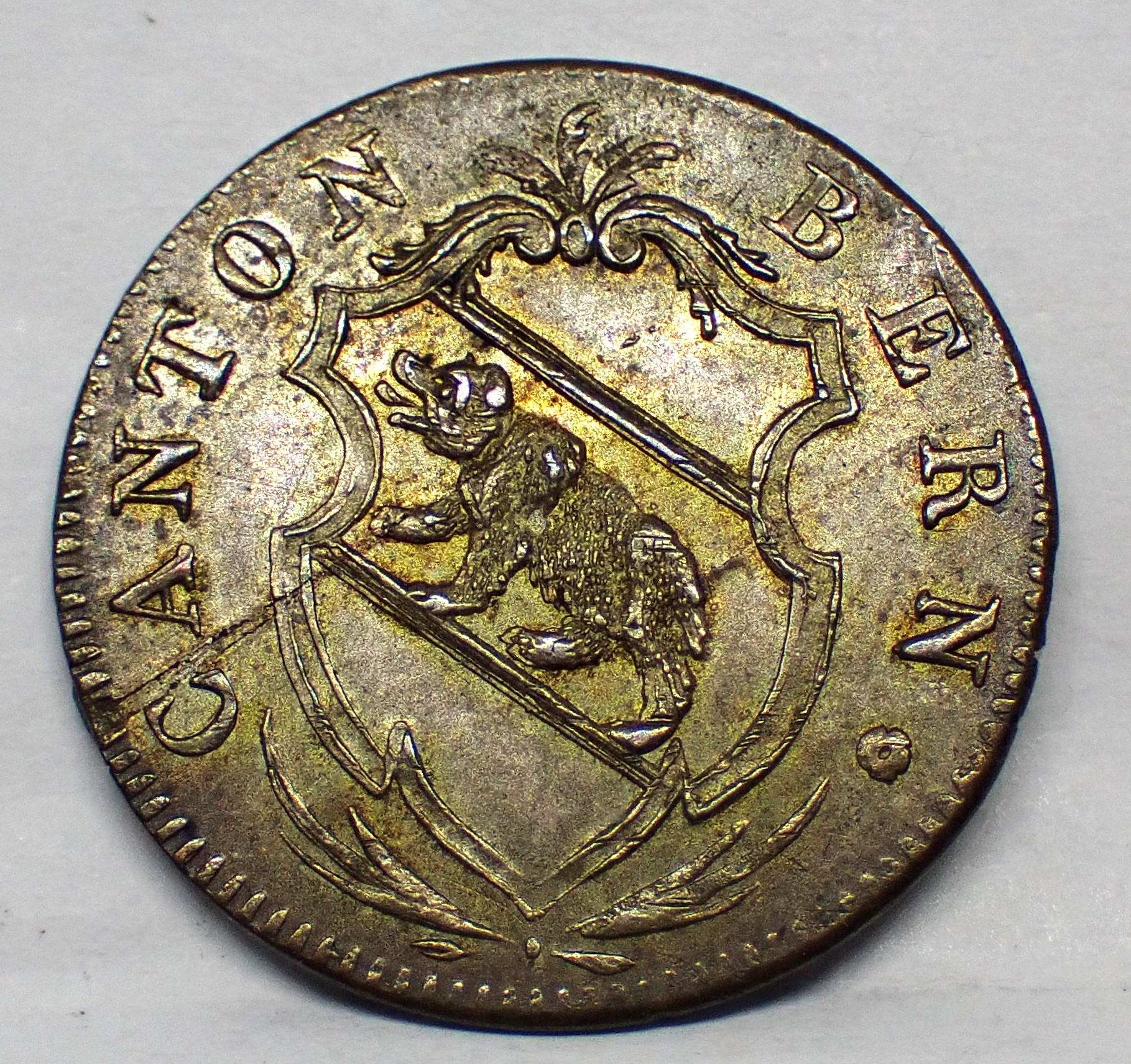
2½ Rappen von 1811 des Kantons Bern, Wappenseite
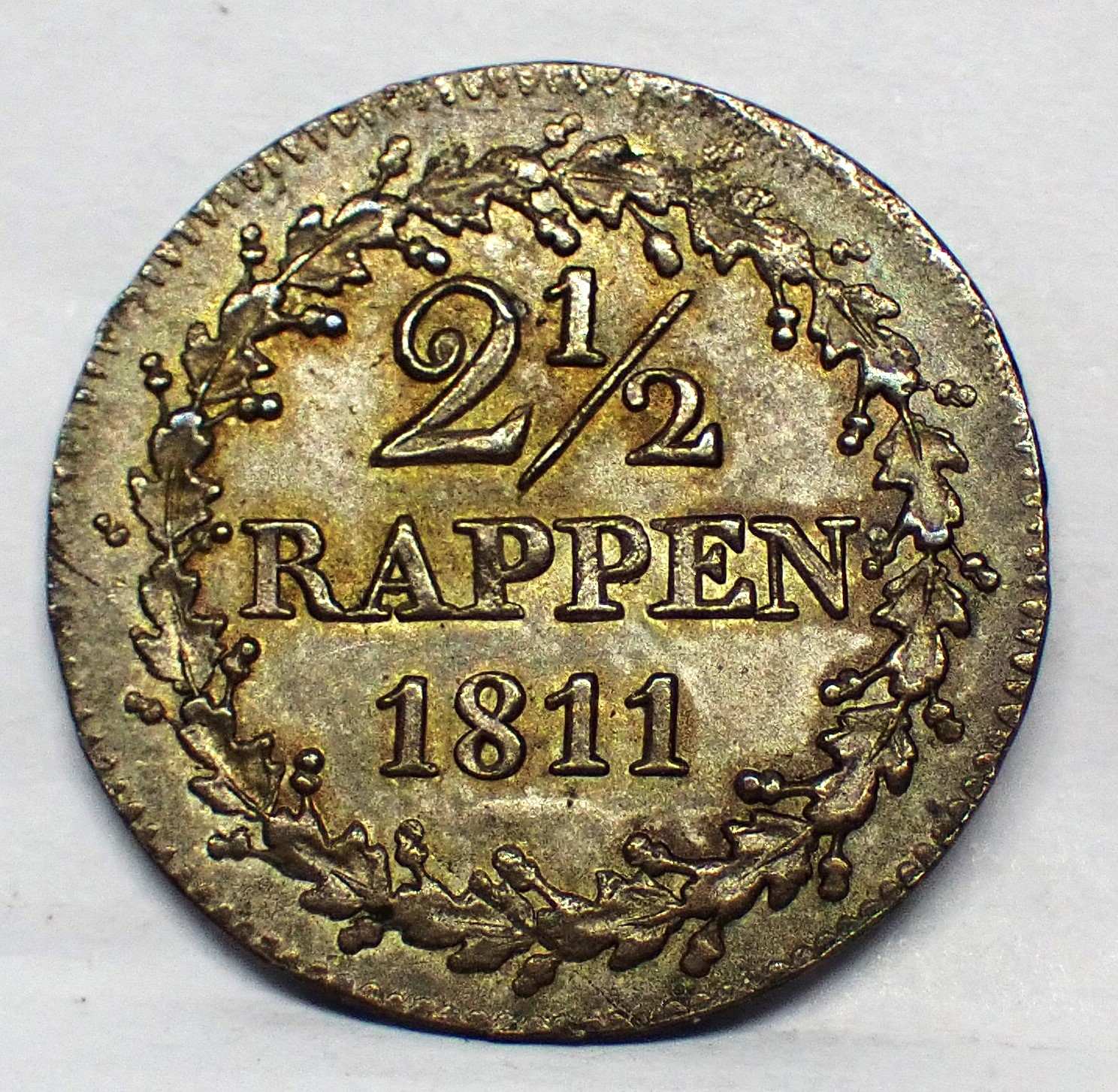
2½ Rappen von 1811 des Kantons Bern, Wertseite
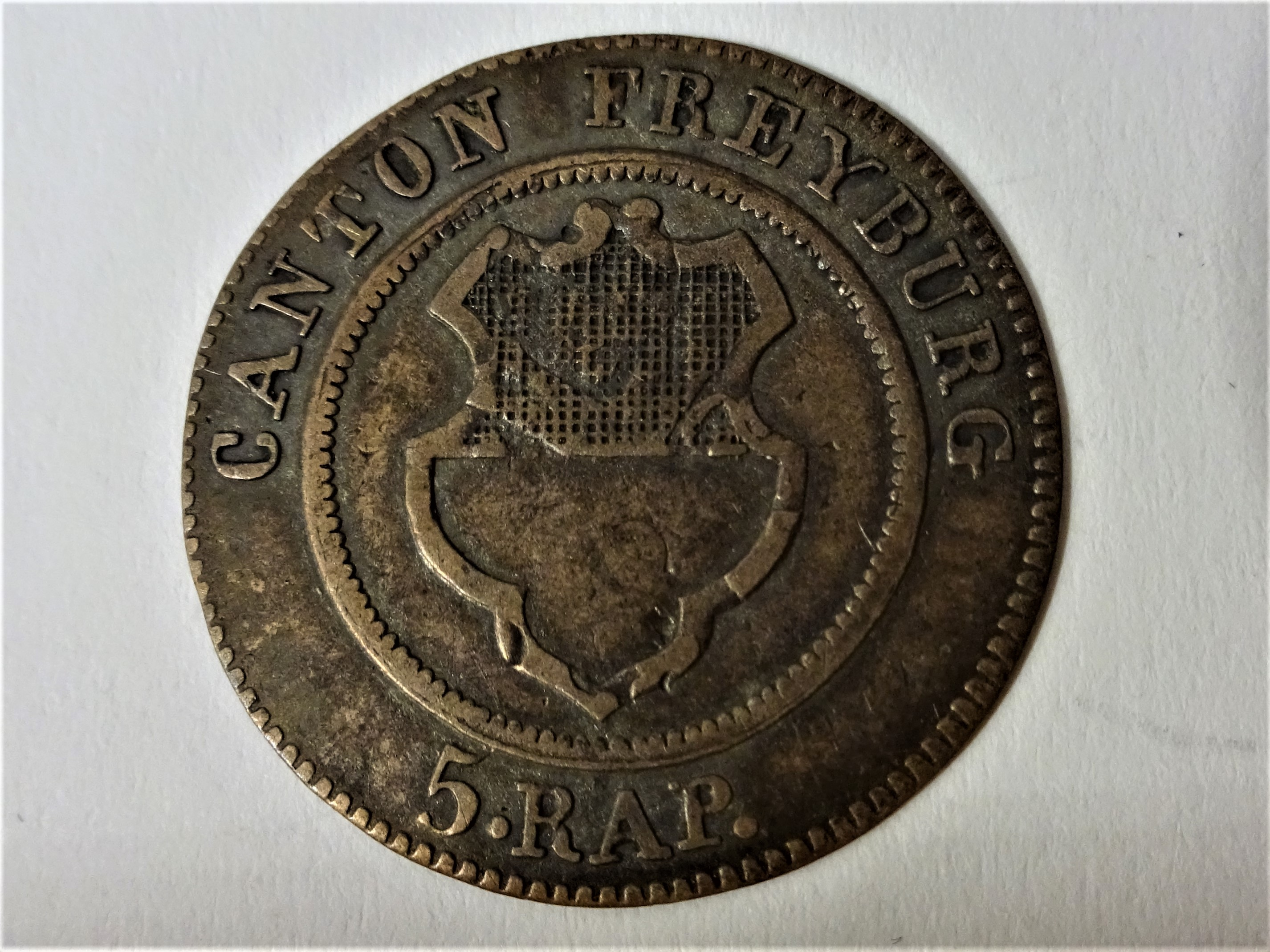
Freiburger 5 Rappen 1830 Avers
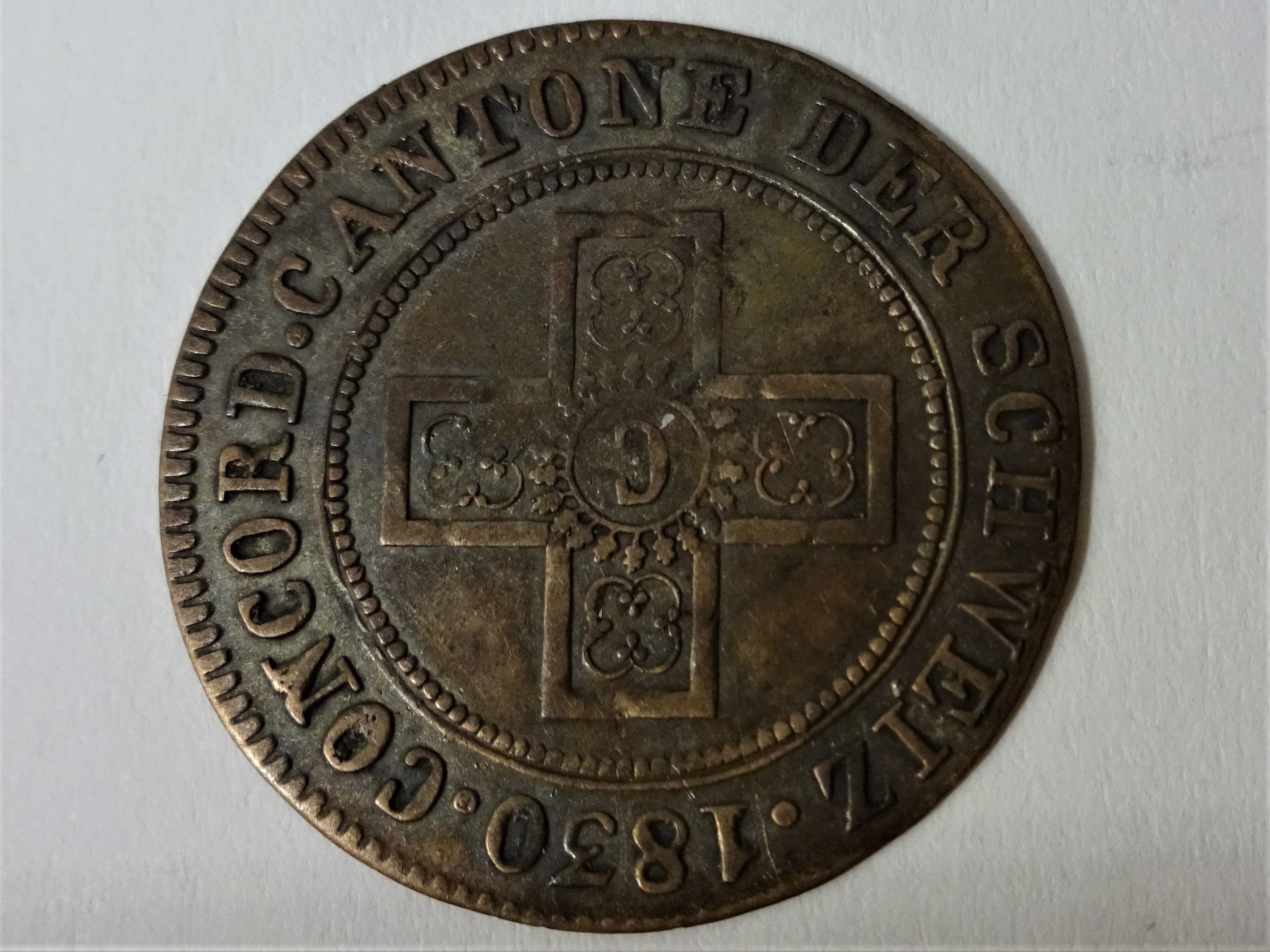
Freiburger 5 Rappen 1830 Avers
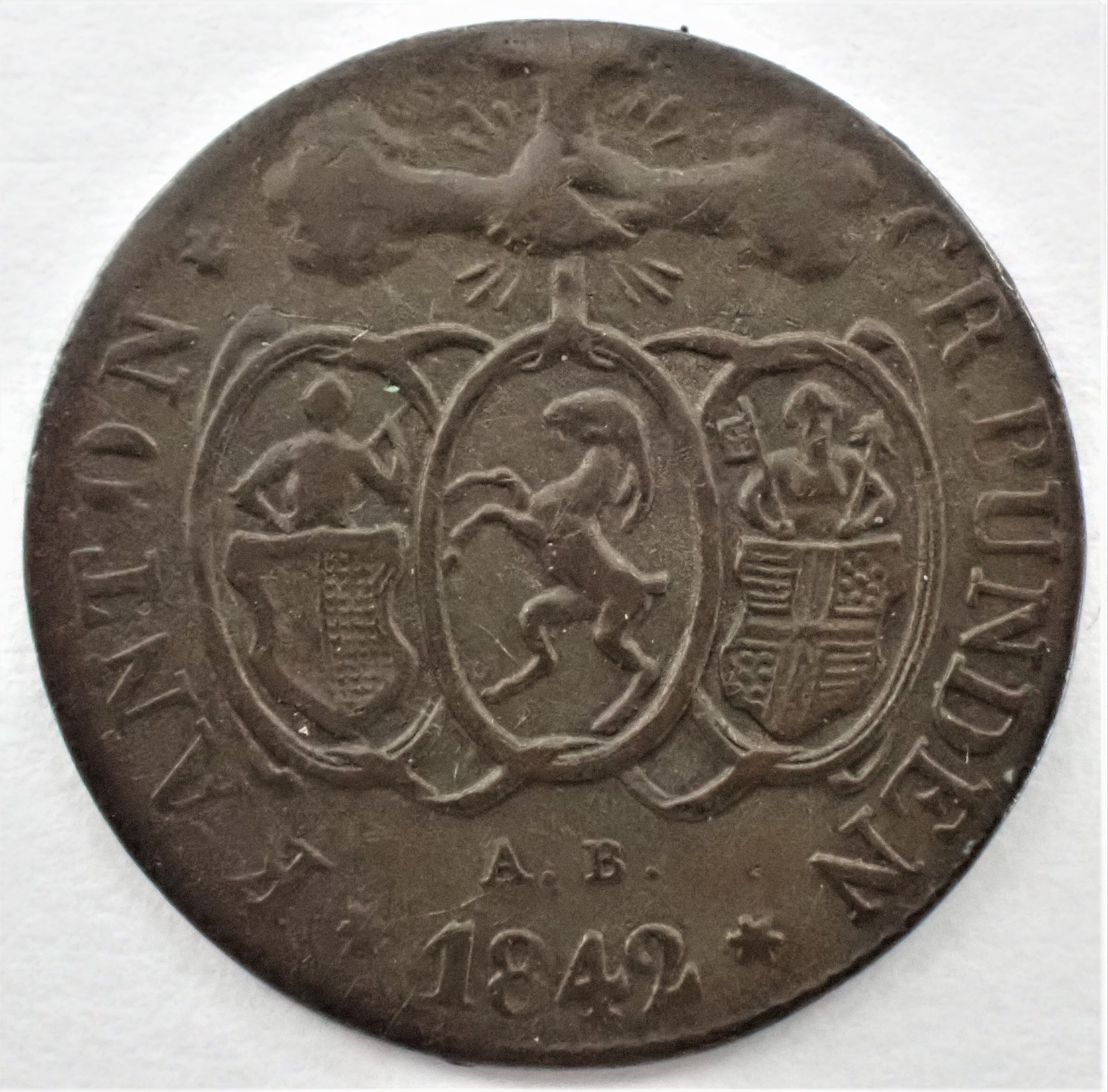
Graubündner 1/6 Bazen von 1842, Wappenseite
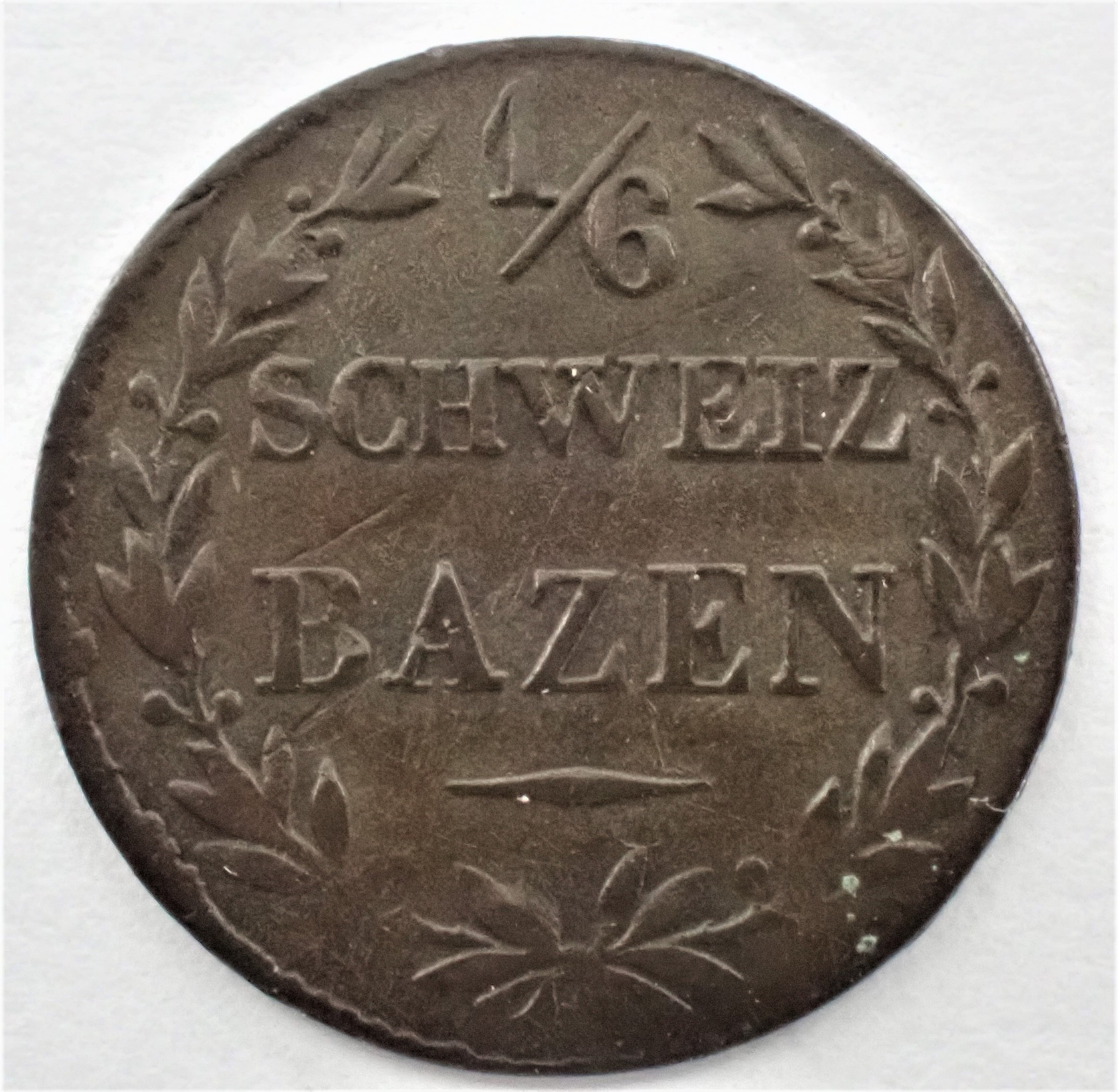
Graubündner 1/6 Bazen von 1842, Wertseite
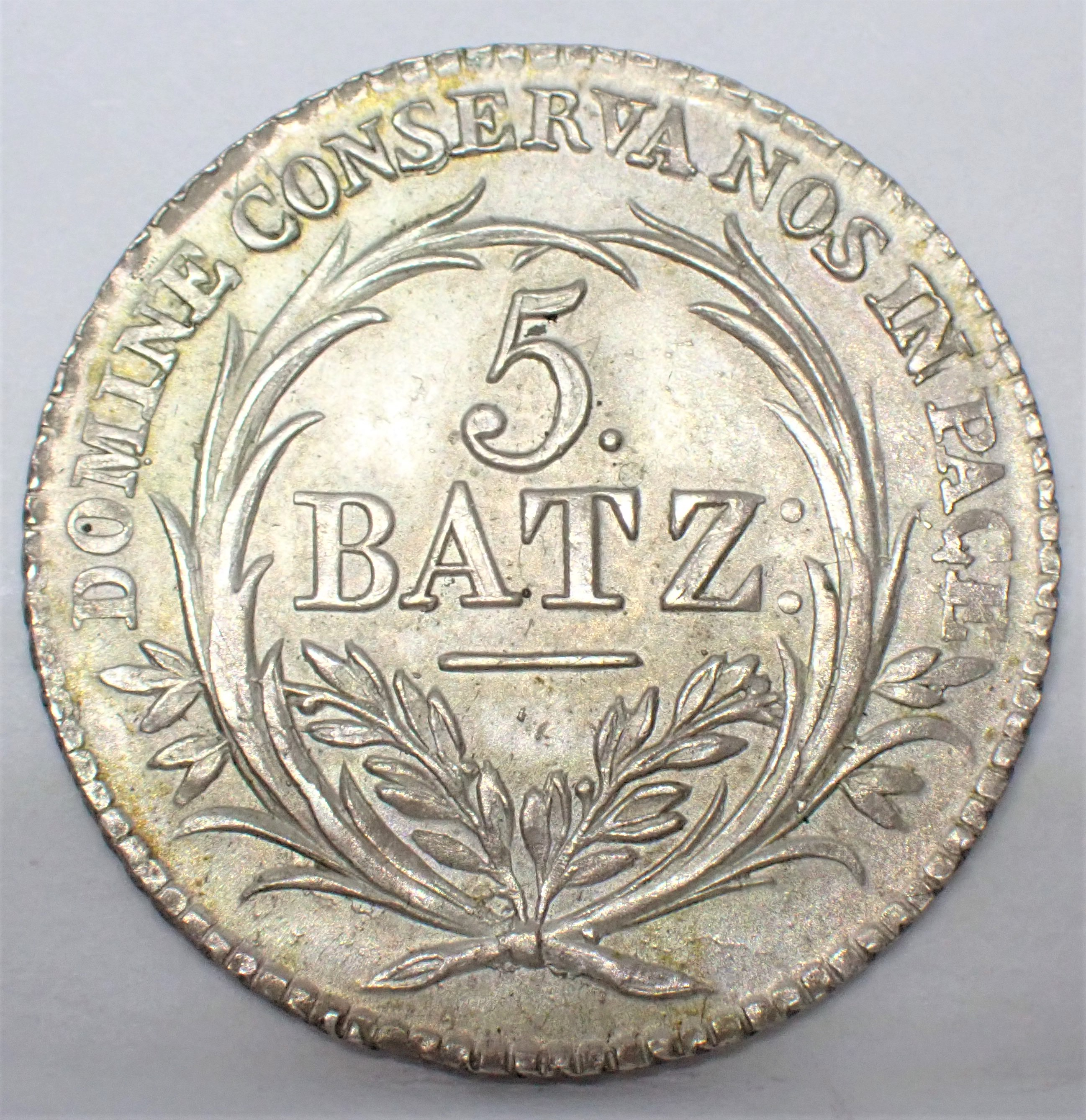
5 Batzen Luzern 1815, Avers
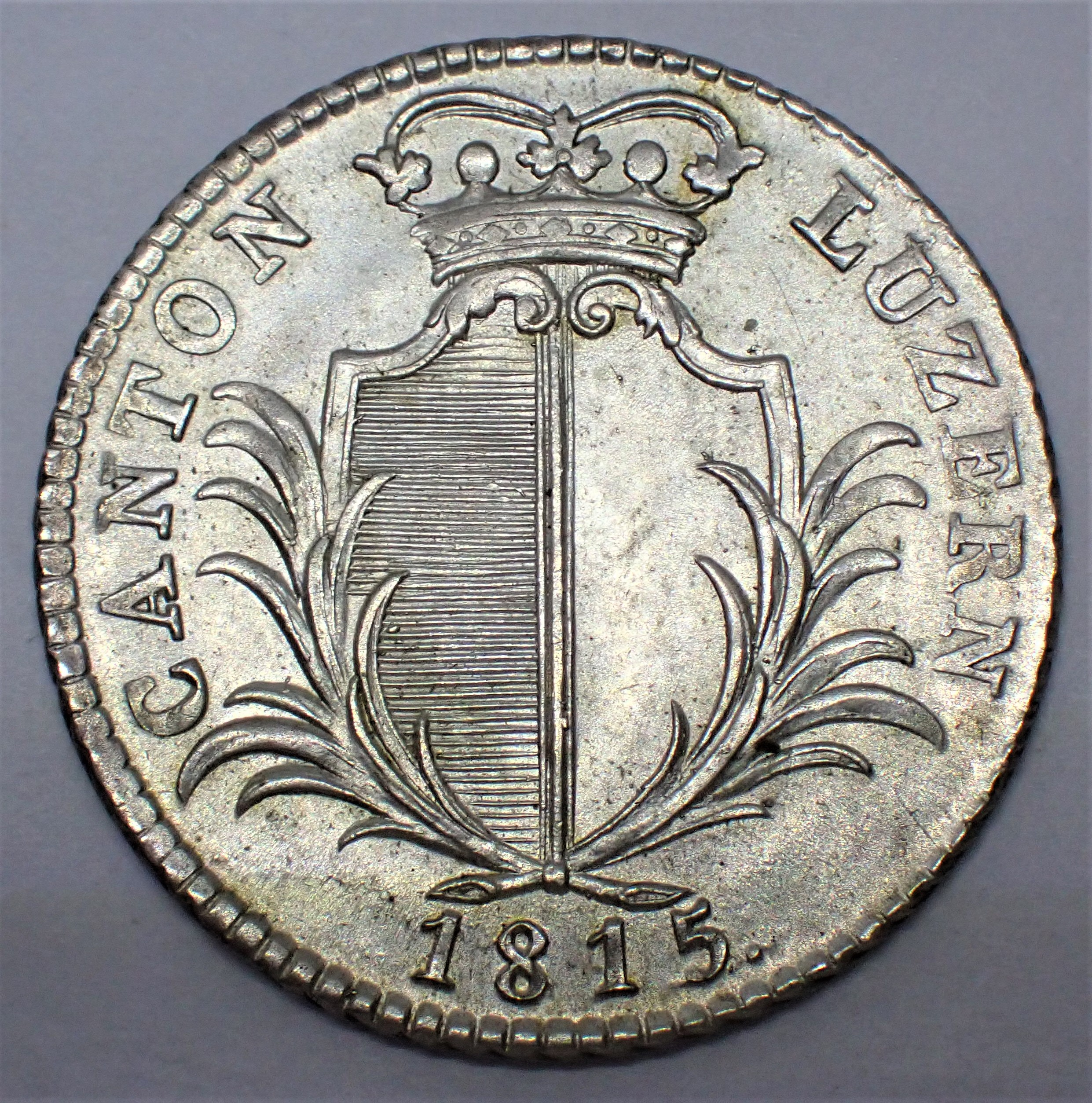
5 Batzen Luzern 1815, Revers
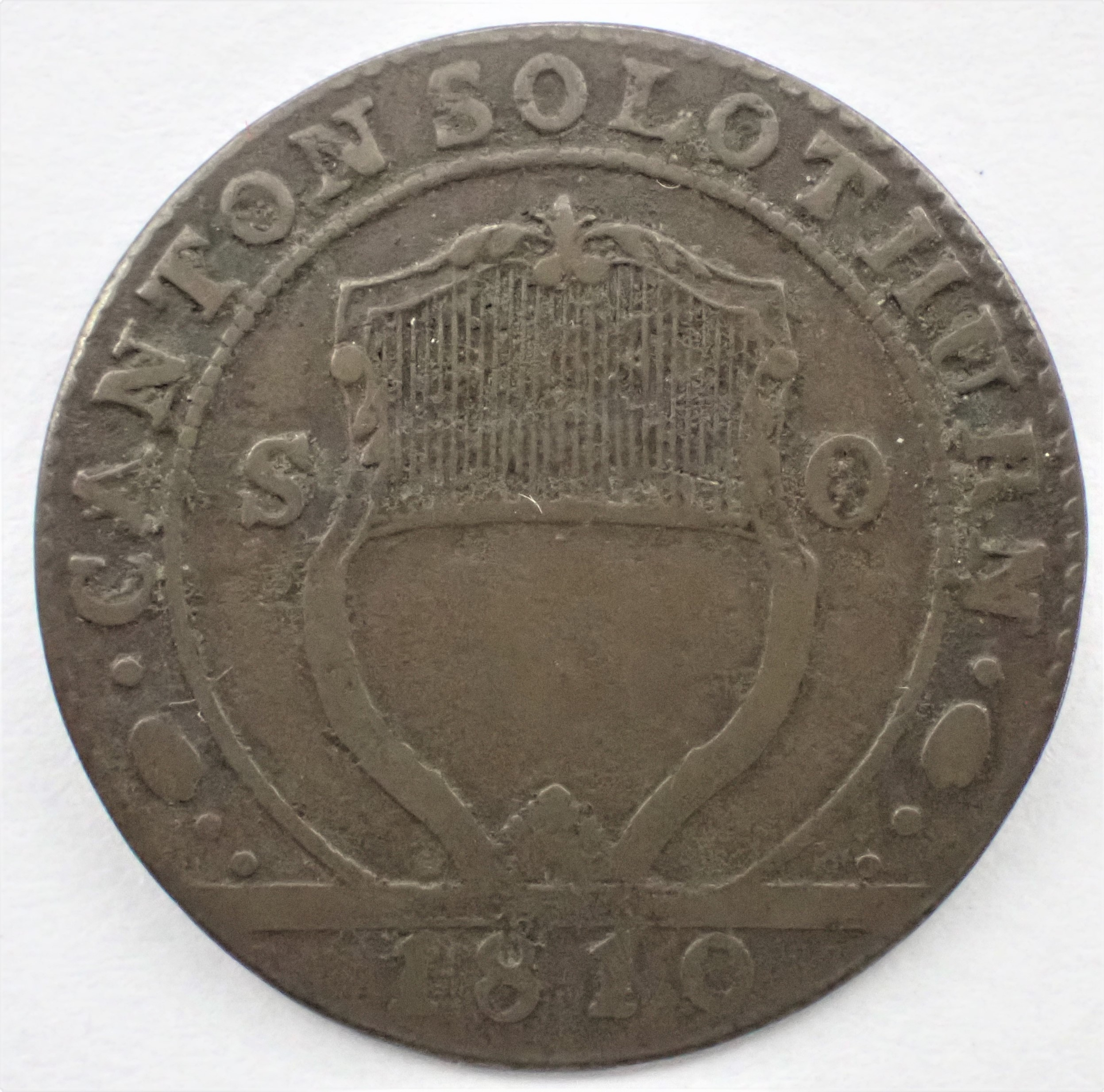
Solothurner Batzen von 1810
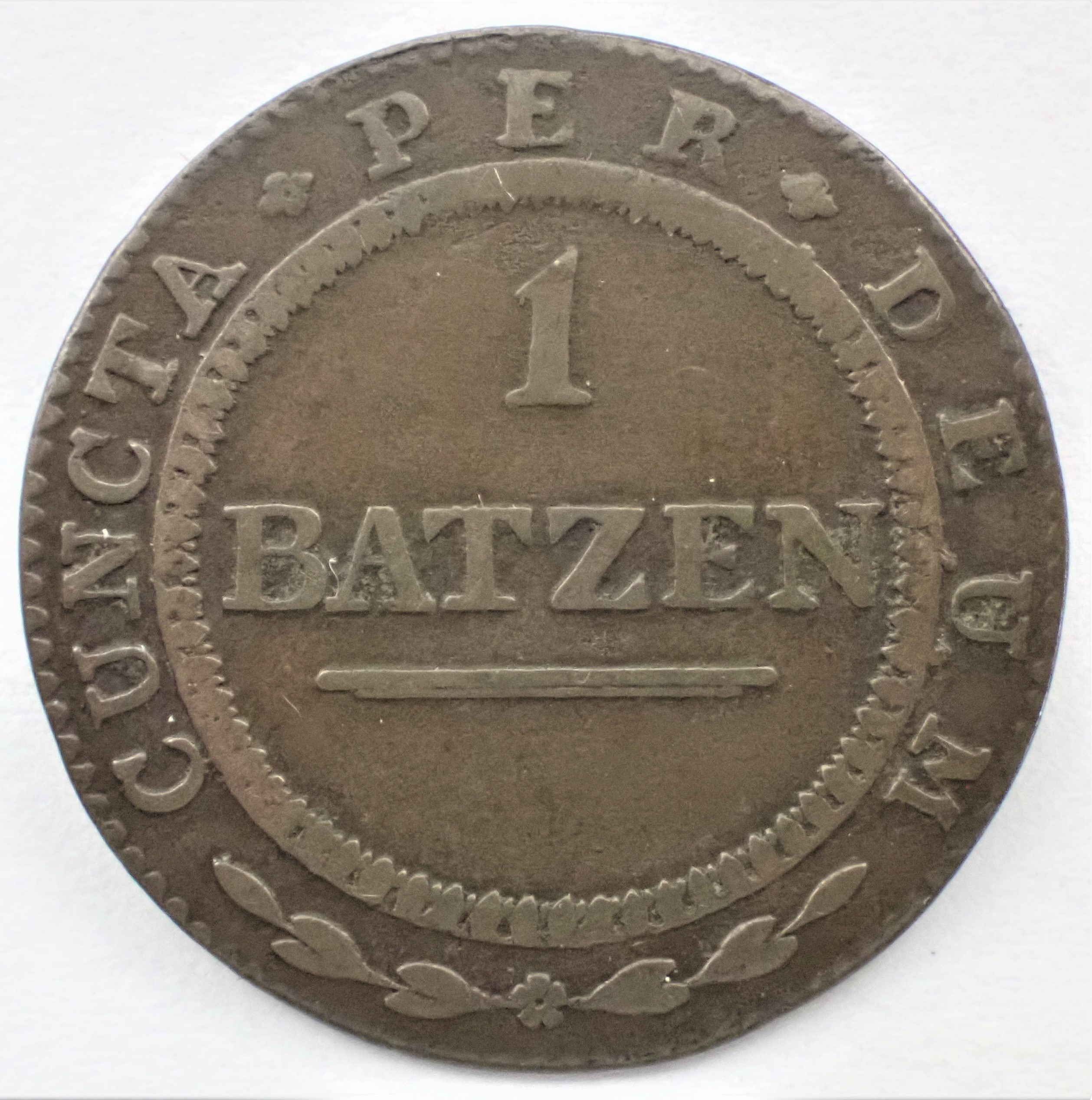
Wertseite, Solothurner Batzen, 1810
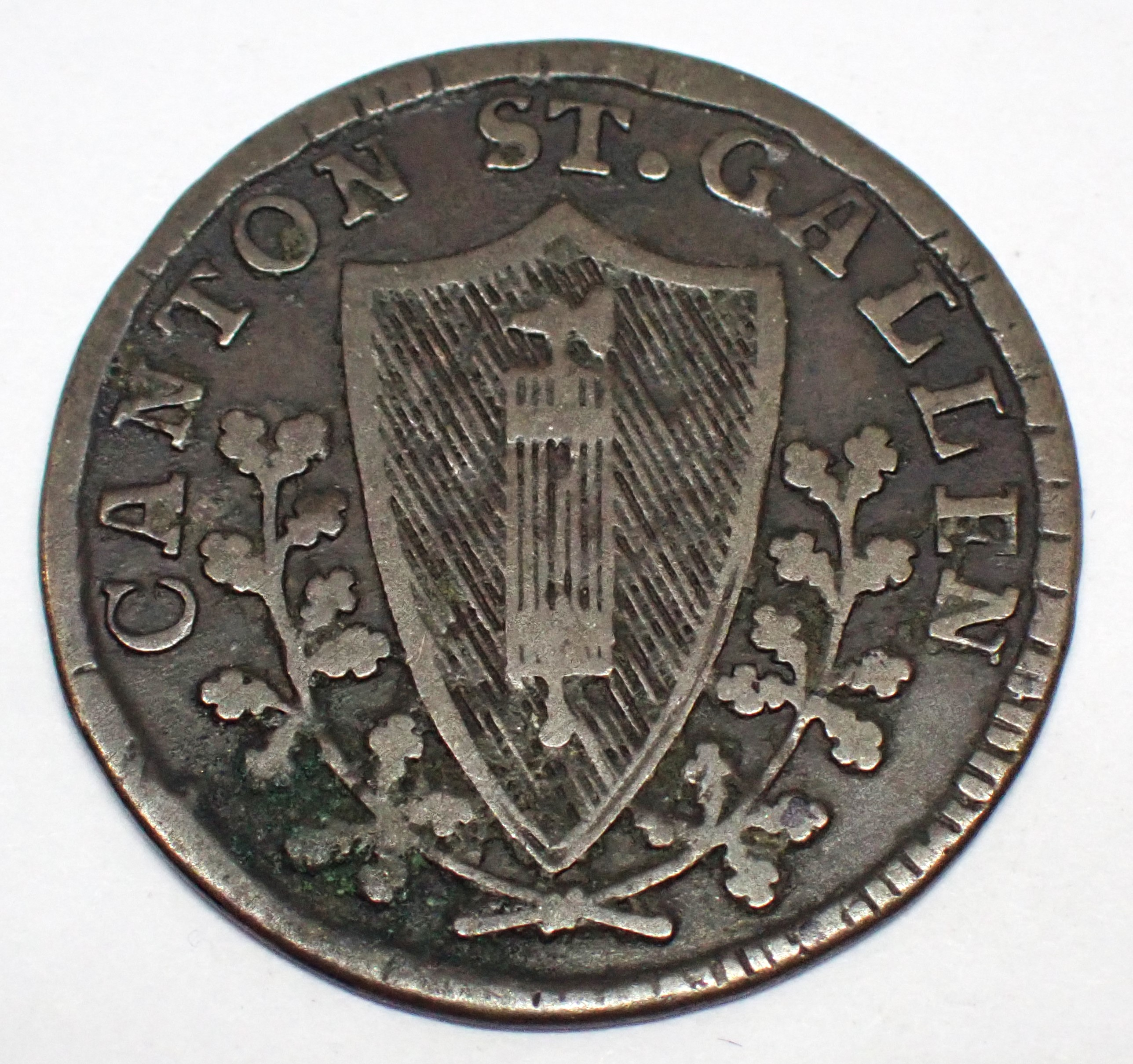
1/2 Batzen St Gallen, 1815, Wappenseite
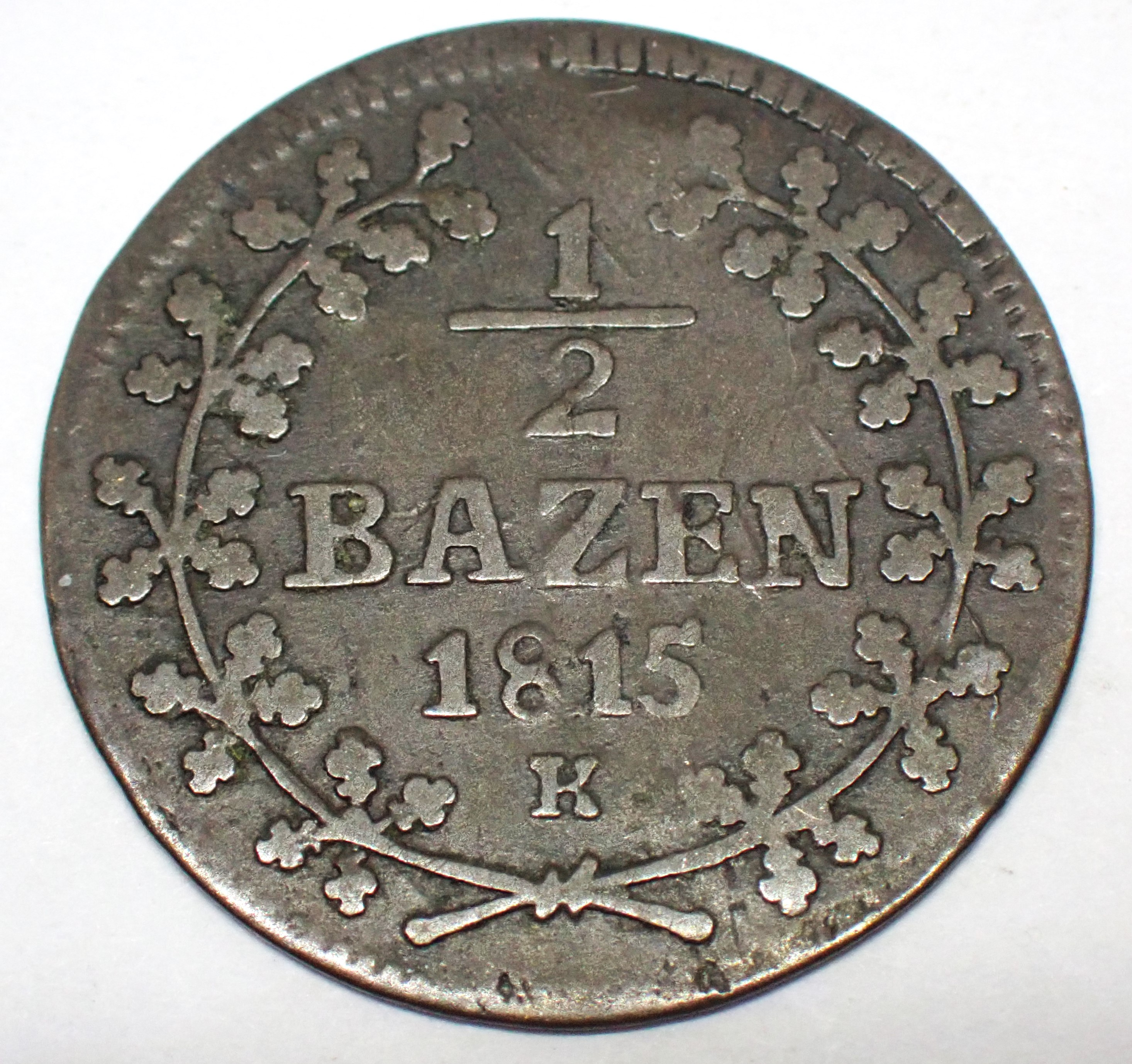
1/2 Batzen St Gallen, 1815, Wertseite
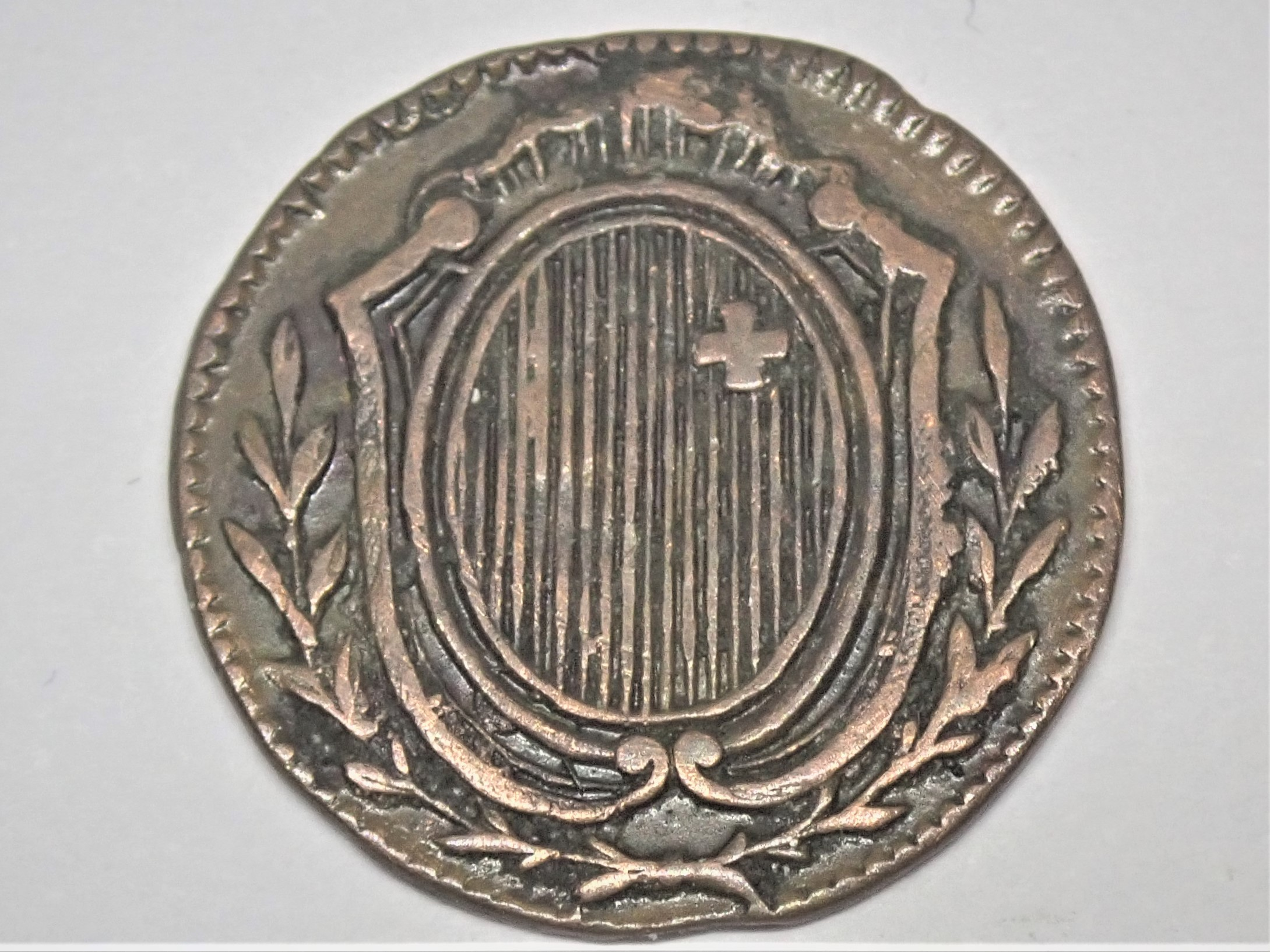
Schwyzer Rappen 1816 Avers
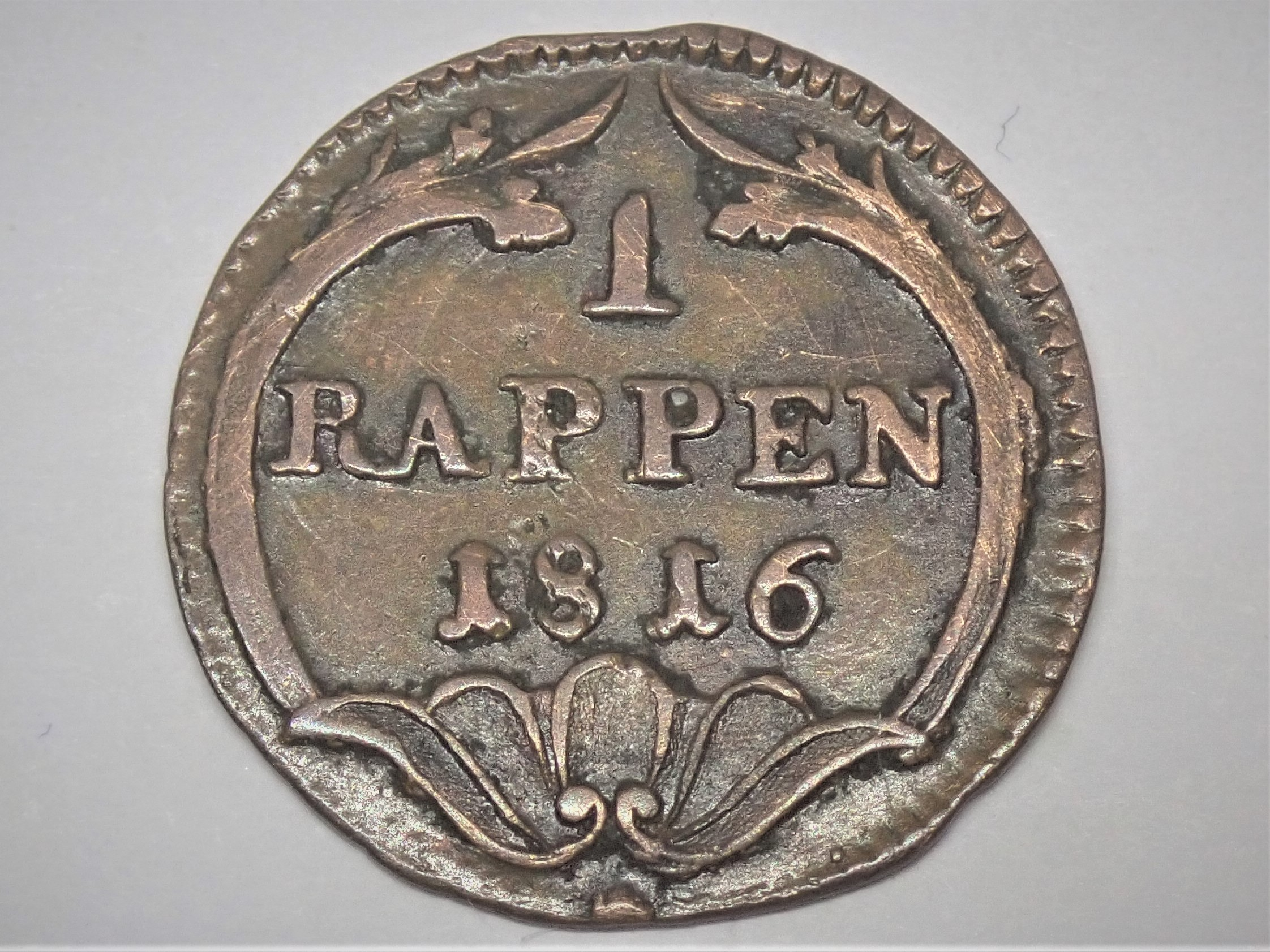
Schwyzer Rappen 1816 Revers
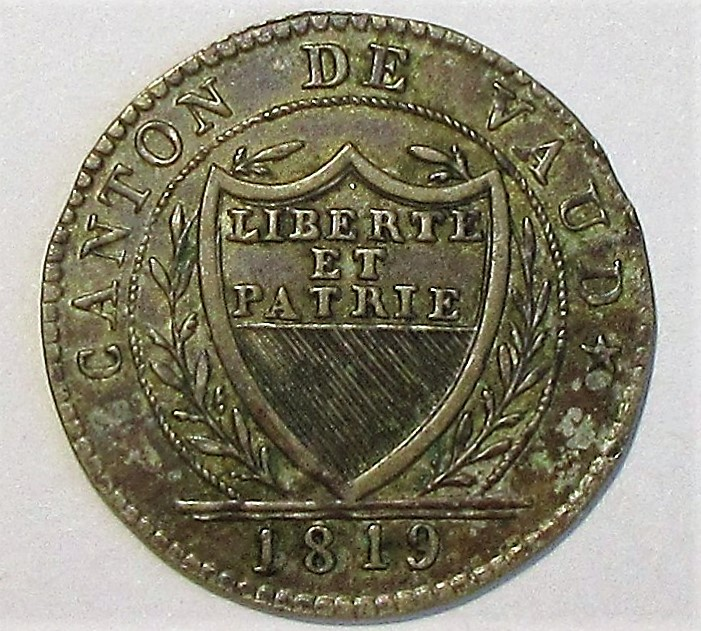
Batzen aus Waadt von 1819
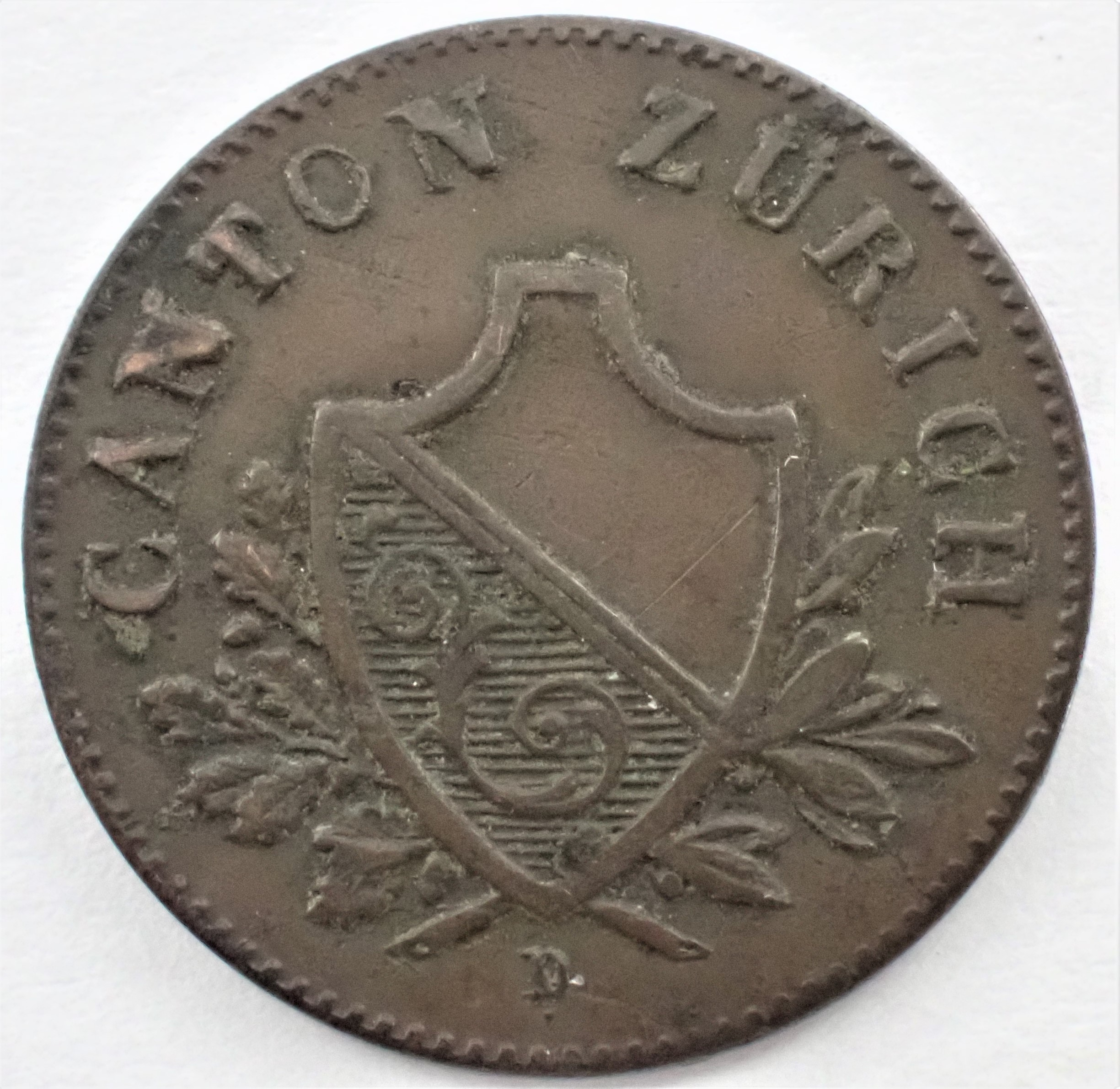
2-Rappen-Münze des Kantons Zürich von 1842
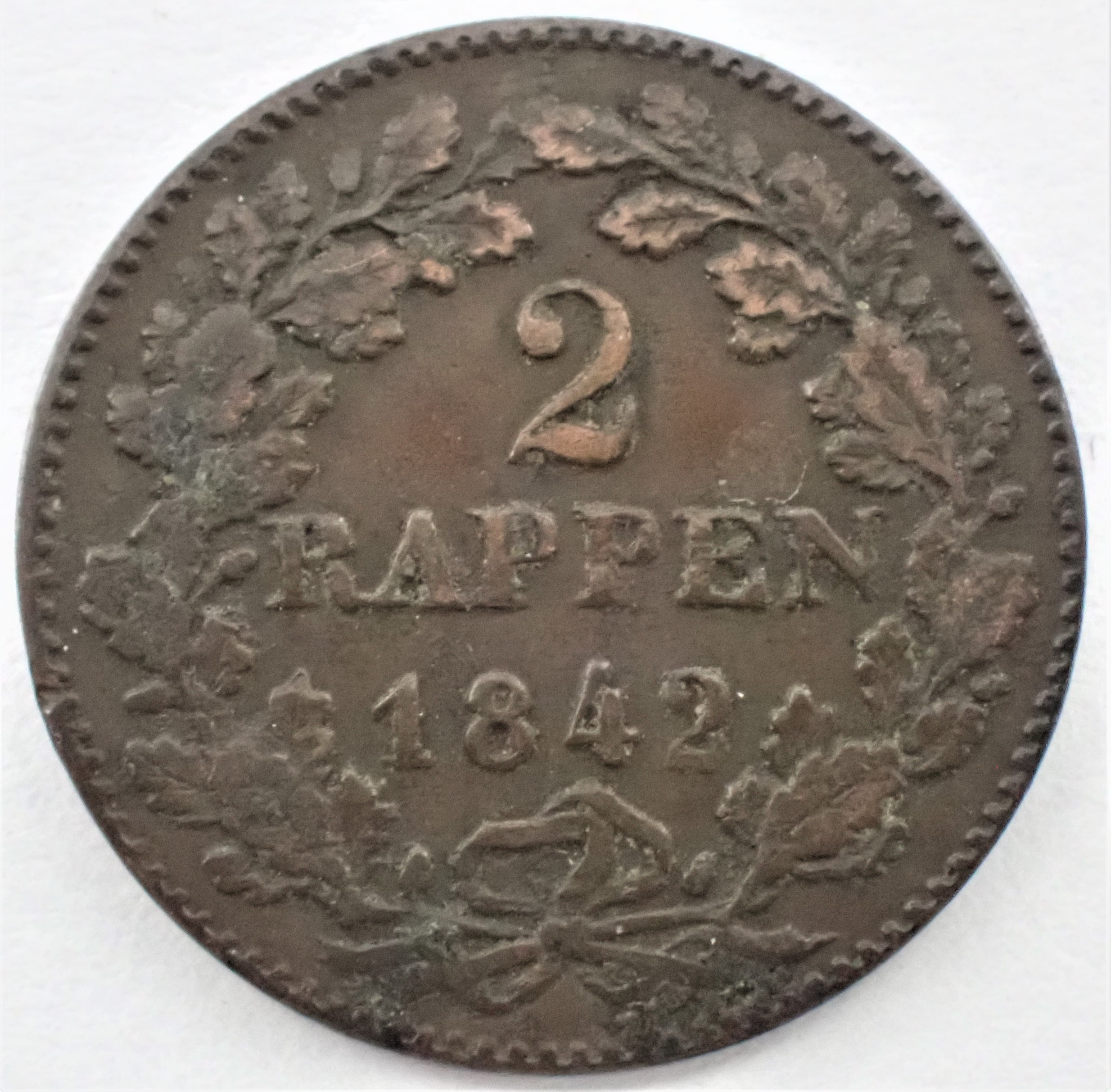
2-Rappen-Münze, 1842, Revers

## Münzen seit 1850

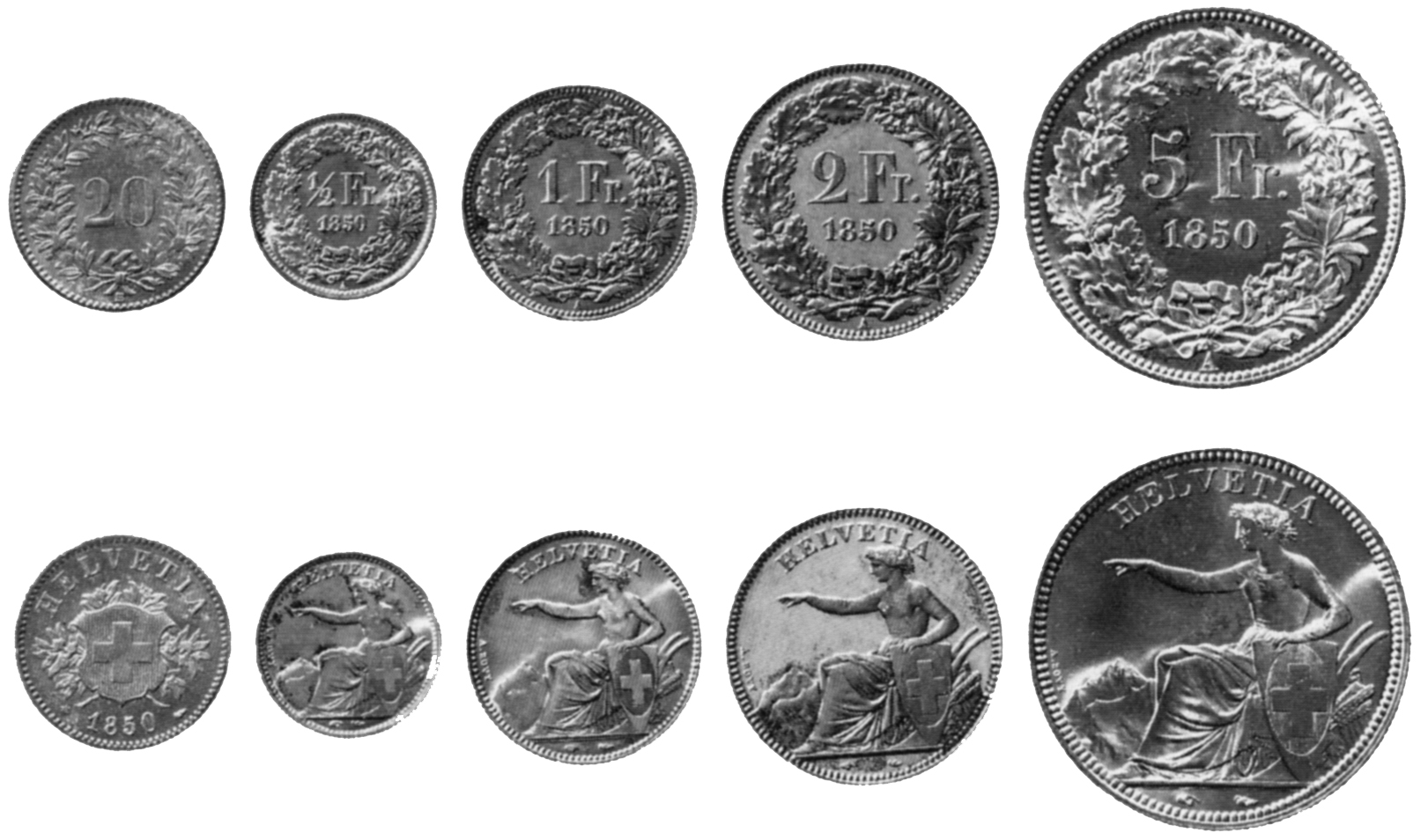
Die ersten Münzen der neu eingeführten Währung «Schweizer Franken» 1850

### Kursmünzen
Nach dem Sonderbundskrieg wurde am 12. September 1848 eine neue Verfassung beschlossen, die in Artikel 36 das Münzrecht zentralisierte. Die Einführung des Frankens und der dezimalen Teilung für die gesamte Schweiz gilt als Entgegenkommen zu Gunsten der Westschweiz, die besonders von französischen Münzverhältnissen beeinflusst war. Die ersten Münzen nach der erneuten Zentralisierung des Münzwesens konnten aber nicht im eigenen Land geprägt werden, sondern wurden als Aufträge an die Münzstätten Paris (Münzzeichen A), Strassburg (Münzzeichen AB oder BB) und Brüssel (Münzzeichen B) vergeben, bis 1853 die Eidgenössische Münzstätte in Bern die Herstellung der Münzen übernahm. Das Münzsystem, das den Schweizer Franken in 100 Rappen teilt, wurde seitdem fast unverändert bis heute beibehalten. Im Jahr 1865 gründete die Schweiz zusammen mit Frankreich, Belgien und Italien die Lateinische Münzunion, mit der die Münzen der Vertragsstaaten gegenseitig für den Umlauf auch im eigenen Land akzeptiert wurden. Als wichtigste Goldmünze wurde die sogenannte Helvetia von 1883 bis 1896 im Wert von 20 Franken geprägt, die im Wert den 20-Francs-Münzen der anderen Vertragsstaaten der Lateinischen Münzunion entsprach. Die Helvetia wurde durch das Goldvreneli abgelöst, das von 1897 bis 1949 geprägt wurde. 25- und 50-Franken-Stücke aus Gold wurden in den 1950er Jahren zunächst zwar geprägt, aber nicht ausgegeben. Die wertvollste Umlaufmünze wurde das Fünffrankenstück. Weitere Nominale lauten: Zwei-, und Einfrankenstück, Fünfzig-, Zwanzig-, Zehn-, Fünf-, Zwei- und Einrappenstück. Die Prägungen werden von der Swissmint in Bern durchgeführt, die bis 1998 Eidgenössische Münzstätte hiess. Die Erscheinungsbilder der Münzen der Eidgenossenschaft zeigen eine hohe Konstanz von ihrem Beginn bis heute. Da Bronze jedoch kriegswirtschaftlich bedeutend ist und auch die Schweiz sich auf eine militärische Auseinandersetzung vorbereiten musste, wurden die 1- und 2-Rappen-Münzen zwischen 1942 und 1946 nur in Zink geprägt.

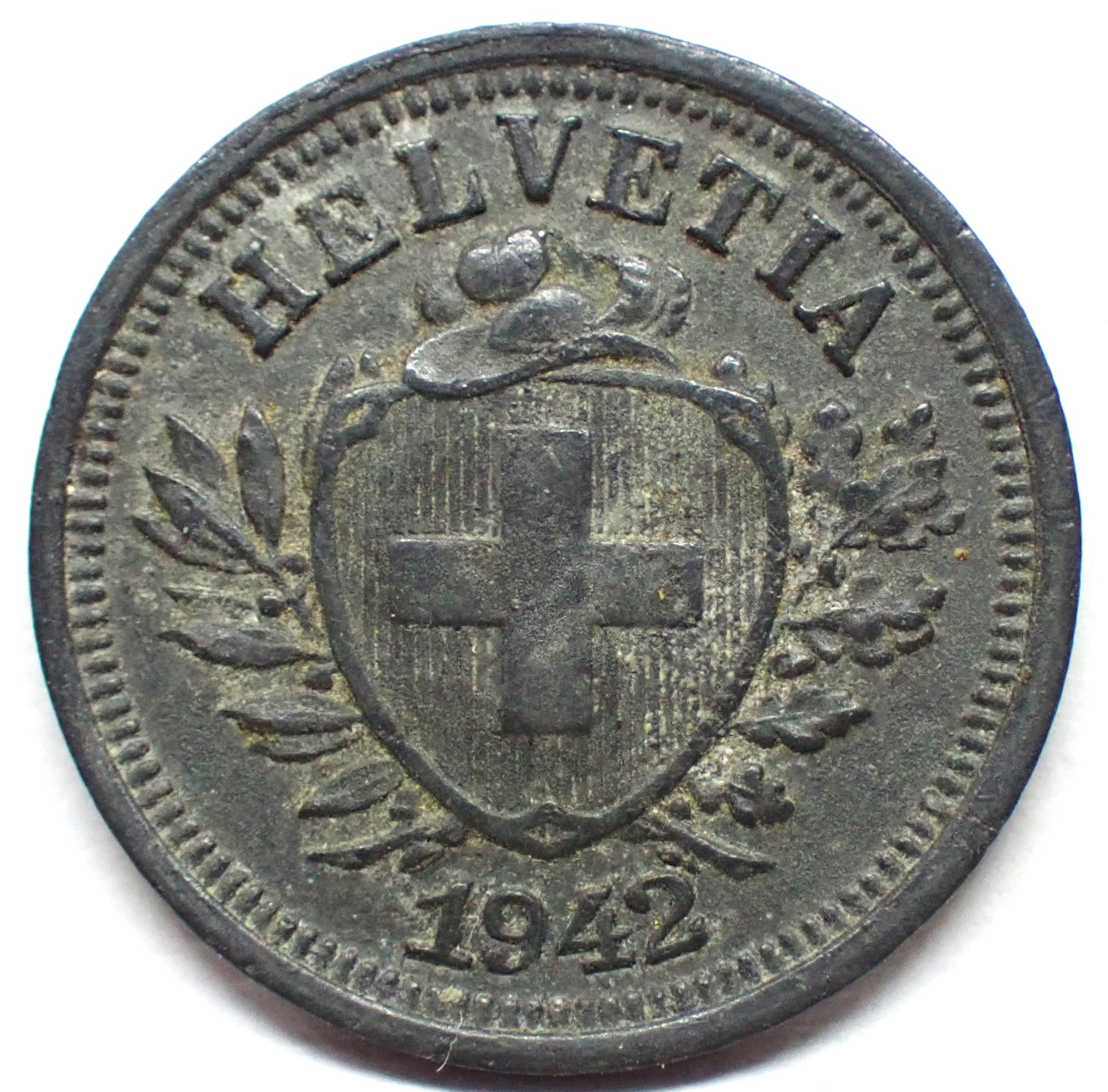
1-Rappen-Münze der Schweiz von 1942 in Zink

### Gedenkmünzen
Die bekanntesten Gedenkmünzen der Schweiz sind die sogenannten Schützentaler, die in Gewicht, Feingehalt und Abmessungen aber den Kursmünzen entsprechen. Noch vor der Betriebsaufnahme der Eidgenössischen Münzstätte 1855 prägten Chur (1842) und Glarus (1847) solche Schützentaler mit Nennwert «4 Schweizer Franken» respektive «40 Batzen».
Von 1855 bis 1885 wurden dann von der Eidgenössischen Münzstätte insgesamt 15 verschiedene Schützentaler geprägt in Auflagen zwischen 3000 und 30'000. In Abmessungen und Silbergehalt waren diese identisch mit den 5-Franken-Münzen, der erste Schützentaler von 1855 war nichts anderes als eine 5-Franken-Münze mit einer Randinschrift, die auf das Schützenfest in Solothurn verwies.
Auf Ersuchen der Lateinischen Münzunion sah man nach 1885 von der Produktion solcher halboffizieller Münzen ab.
Nach Auflösung der Münzunion wurden zwei weitere Schützentaler im Format des inzwischen kleiner gewordenen 5-Franken-Stücks geprägt, 1934 und 1939. Seit 1936 prägte die Eidgenössische Münzstätte ausserdem in unregelmässigen Abständen Gedenkmünzen zu verschiedenen Anlässen.
Die erste solche Münze von 1936 war dem Andenken der Wehranleihe im Ersten Weltkrieg gewidmet, 1939 folgte eine Gedenkmünze zur Schlacht bei Laupen, 1941 zum Bundesbrief, 1944 St. Jakob an der Birs, 1948 Bundesverfassung von 1848, 1963 Rotes Kreuz. Alle diese Münzen waren gültige 5-Franken-Münzen und wurden zusammen mit den regulären Silbermünzen 1971 aus dem Verkehr gezogen.
Von 1974 bis 1990 wurden Gedenkmünzen in Kupfernickel herausgegeben, deren Sammelwert nie wesentlich über den Nennwert hinausging.
Die letzte dieser Münzen (1974) war Gottfried Keller gewidmet.
Seit 1990 hat die inzwischen in Swissmint umbenannte Münzstätte wieder verschiedene Gedenkmünzen in Edelmetall geprägt, alle mit einem Nennwert, der allerdings deutlich unter dem Schmelzwert der Münzen liegt:
Silbermünzen mit Nennwert «20 Franken» und Goldmünzen mit Nennwerten «250 Franken», «100 Franken» und «50 Franken», daneben eine spezielle «1/4-Franken»-Münze mit Gewicht 0,063 g, die als «die kleinste Goldmünze der Welt» vermarktet wurde.
Daneben wurden auch Gedenkmünzen in Bimetall geprägt, von 1999 bis 2003 mit Nennwert 5 Franken und seit 2004 mit Nennwert 10 Franken. Im Januar 2022 lancierte Swissmint erstmals eine Gedenkmünze in Platinum mit ebendiesem Motiv. Sie hat einen Nennwert von 25 Franken.